# Liste des matchs de l'équipe de France de rugby à XIII
Cet article liste les matchs de l'équipe de France de rugby à XIII et permet de retracer, à travers de nombreuses décennies, l'évolution du niveau du XIII de France. Cela à ses débuts dans les années 1930 au début des années 2020.  
Il ne prétend pas à l'exhaustivité mais il s'efforce d'y tendre le plus. Par ailleurs, un auteur considère que de 1934 à 2011, plus de sept cents joueurs ont porté le maillot tricolore.  
A noter une évolution majeure au niveau du calendrier international , qui s'observe dès la fin du XXe siècle: les tournées tendent à disparaitre  et les test-matchs intercontinentaux se font de plus en plus rares.   
Cela a une conséquence directe sur les matchs du XIII de France qui tendent de plus en plus à s'espacer dans le temps.  
Atteignant rapidement le plus haut niveau du rugby à XIII mondial après la création de leur équipe, les « Tricolores  » déclinent régulièrement à partir des années 1970.  
Les années 2020 sont néanmoins intéressantes à suivre.   
Jusqu'à alors essentiellement composée de joueurs de l'Elite 1 (première division), l'équipe de France présente de plus en plus des feuilles de matchs composées de joueurs professionnels de Super League. Par ailleurs deux coupes du monde organisées en Europe au cours de la décennie, lui donnent plus de temps de jeu. Et donc une opportunité de rejoindre à nouveau le haut niveau.   

## Années 1930
Créée ex nihilo, l'équipe de France démontre dès ses débuts un niveau tout à fait honorable face aux équipes britanniques. La première équipe britannique qu'elle arrive à battre est celle du Pays-de-Galles, et elle parvient à faire match nul face à l'Angleterre, avant de la battre à la fin de la décennie. 

### Année 1934
| 15 avril 1934 Amical | France | 21 - 32 | Angleterre | Stade Buffalo, Paris 20 000 spectateurs |
| 15 avril 1934 Amical |        |         |            | Stade Buffalo, Paris 20 000 spectateurs |
| 15 avril 1934 Amical |        |         |            | Stade Buffalo, Paris 20 000 spectateurs |

### Année 1935
| 1er janvier 1935 Coupe d'Europe | France | 18 - 11 | pays de Galles | Bordeaux 14 000 spectateurs |
| 1er janvier 1935 Coupe d'Europe |        |         |                | Bordeaux 14 000 spectateurs |
| 1er janvier 1935 Coupe d'Europe |        |         |                | Bordeaux 14 000 spectateurs |

| 28 mars 1935 Coupe d'Europe | France | 15 - 15 | Angleterre | Stade Buffalo, Paris 20 000 spectateurs |
| 28 mars 1935 Coupe d'Europe |        |         |            | Stade Buffalo, Paris 20 000 spectateurs |
| 28 mars 1935 Coupe d'Europe |        |         |            | Stade Buffalo, Paris 20 000 spectateurs |

| 23 novembre 1935 Coupe d'Europe | pays de Galles | 41 - 7 | France | Llanelli 25 000 spectateurs |
| 23 novembre 1935 Coupe d'Europe |                |        |        | Llanelli 25 000 spectateurs |
| 23 novembre 1935 Coupe d'Europe |                |        |        | Llanelli 25 000 spectateurs |

### Année 1936
| 16 février 1936 Coupe d'Europe | France | 7 - 25 | Angleterre | Stade Buffalo, Paris 21 300 spectateurs |
| 16 février 1936 Coupe d'Europe |        |        |            | Stade Buffalo, Paris 21 300 spectateurs |
| 16 février 1936 Coupe d'Europe |        |        |            | Stade Buffalo, Paris 21 300 spectateurs |

| 6 mai 1936 Amical | France | 8 - 5 | Dominions XIII | Lyon |
| 6 mai 1936 Amical |        |       |                | Lyon |
| 6 mai 1936 Amical |        |       |                | Lyon |

| 6 décembre 1936 Coupe d'Europe | France | 3 - 9 | pays de Galles | Stade Buffalo, Paris 17 000 spectateurs |
| 6 décembre 1936 Coupe d'Europe |        |       |                | Stade Buffalo, Paris 17 000 spectateurs |
| 6 décembre 1936 Coupe d'Europe |        |       |                | Stade Buffalo, Paris 17 000 spectateurs |

### Année 1937
| 21 mars 1937 Amical | France | 3 - 6 | Dominions XIII | Stade Buffalo, Paris |
| 21 mars 1937 Amical |        |       |                | Stade Buffalo, Paris |
| 21 mars 1937 Amical |        |       |                | Stade Buffalo, Paris |

| 10 avril 1937 Coupe d'Europe | Angleterre | 23 - 9 | France | Halifax |
| 10 avril 1937 Coupe d'Europe |            |        |        | Halifax |
| 10 avril 1937 Coupe d'Europe |            |        |        | Halifax |

| 1er novembre 1937 Amical | France | 0 - 15 | Empire britannique | Stade Buffalo, Paris |
| 1er novembre 1937 Amical |        |        |                    | Stade Buffalo, Paris |
| 1er novembre 1937 Amical |        |        |                    | Stade Buffalo, Paris |

### Année 1938
| 1er janvier 1938 Test-match | France | 6 - 35 | Australie | Stade Buffalo, Paris |
| 1er janvier 1938 Test-match |        |        |           | Stade Buffalo, Paris |
| 1er janvier 1938 Test-match |        |        |           | Stade Buffalo, Paris |

| 16 janvier 1938 Test-match | France | 11 - 16 | Australie | Marseille 23 100 spectateurs |
| 16 janvier 1938 Test-match |        |         |           | Marseille 23 100 spectateurs |
| 16 janvier 1938 Test-match |        |         |           | Marseille 23 100 spectateurs |

| 20 mars 1938 Coupe d'Europe | France | 15 - 17 | Angleterre | Stade Buffalo, Paris |
| 20 mars 1938 Coupe d'Europe |        |         |            | Stade Buffalo, Paris |
| 20 mars 1938 Coupe d'Europe |        |         |            | Stade Buffalo, Paris |

| 2 avril 1938 Coupe d'Europe | pays de Galles | 18 - 2 | France | Llanelli |
| 2 avril 1938 Coupe d'Europe |                |        |        | Llanelli |
| 2 avril 1938 Coupe d'Europe |                |        |        | Llanelli |

### Année 1939
| 25 février 1939 Coupe d'Europe | Angleterre | 5 - 12 | France | St Helens |
| 25 février 1939 Coupe d'Europe |            |        |        | St Helens |
| 25 février 1939 Coupe d'Europe |            |        |        | St Helens |

| 16 avril 1939 Coupe d'Europe | France | 16 - 10 | pays de Galles | Bordeaux 25 000 spectateurs |
| 16 avril 1939 Coupe d'Europe |        |         |                | Bordeaux 25 000 spectateurs |
| 16 avril 1939 Coupe d'Europe |        |         |                | Bordeaux 25 000 spectateurs |

## Années 1940
Du fait de l'interdiction du rugby à XIII par le régime de Vichy en 1941, l'équipe de France ne rejouera qu'après la libération de la France.
C'est très péniblement que les matchs reprennent, les équipes britanniques étant notamment confrontées à des problèmes logistiques évidents lors de leur visite en France (hôtels non chauffés, etc.). Malgré cela le calendrier international reprend et la France n'a pas trop perdu de son niveau d'avant-guerre. Elle bat même la Nouvelle-Zélande en 1948.

### Année 1946
| 23 février 1946 Coupe d'Europe | Angleterre | 16 - 6 | France | Swinton |
| 23 février 1946 Coupe d'Europe |            |        |        | Swinton |
| 23 février 1946 Coupe d'Europe |            |        |        | Swinton |

| 24 mars 1946 Coupe d'Europe | France | 19 - 7 | pays de Galles | Bordeaux |
| 24 mars 1946 Coupe d'Europe |        |        |                | Bordeaux |
| 24 mars 1946 Coupe d'Europe |        |        |                | Bordeaux |

| 8 décembre 1946 Coupe d'Europe | France | 0 - 3 | Angleterre | Bordeaux |
| 8 décembre 1946 Coupe d'Europe |        |       |            | Bordeaux |
| 8 décembre 1946 Coupe d'Europe |        |       |            | Bordeaux |

### Année 1947
| 18 janvier 1947 Coupe d'Europe | France | 14 - 5 | pays de Galles | Marseille |
| 18 janvier 1947 Coupe d'Europe |        |        |                | Marseille |
| 18 janvier 1947 Coupe d'Europe |        |        |                | Marseille |

| 12 avril 1947 Coupe d'Europe | pays de Galles | 17 - 15 | France | Swansea |
| 12 avril 1947 Coupe d'Europe |                |         |        | Swansea |
| 12 avril 1947 Coupe d'Europe |                |         |        | Swansea |

| 17 mai 1947 Coupe d'Europe | Angleterre | 5 - 2 | France | Leeds |
| 17 mai 1947 Coupe d'Europe |            |       |        | Leeds |
| 17 mai 1947 Coupe d'Europe |            |       |        | Leeds |

| 25 octobre 1947 Coupe d'Europe | Angleterre | 20 - 15 | France | Huddersfield |
| 25 octobre 1947 Coupe d'Europe |            |         |        | Huddersfield |
| 25 octobre 1947 Coupe d'Europe |            |         |        | Huddersfield |

| 25 novembre 1947 Coupe d'Europe | France | 29 - 21 | pays de Galles | Bordeaux |
| 25 novembre 1947 Coupe d'Europe |        |         |                | Bordeaux |
| 25 novembre 1947 Coupe d'Europe |        |         |                | Bordeaux |

| 28 décembre 1947 Test match | France | 7 - 11 | Nouvelle-Zélande | Paris 15 000 spectateurs |
| 28 décembre 1947 Test match |        |        |                  | Paris 15 000 spectateurs |
| 28 décembre 1947 Test match |        |        |                  | Paris 15 000 spectateurs |

### Année 1948
| 25 janvier 1948 Test match | France | 25 - 7 | Nouvelle-Zélande | Bordeaux 22 000 spectateurs |
| 25 janvier 1948 Test match |        |        |                  | Bordeaux 22 000 spectateurs |
| 25 janvier 1948 Test match |        |        |                  | Bordeaux 22 000 spectateurs |

| 20 mars 1948 Coupe d'Europe | pays de Galles | 12 - 32 | France | Swansea 12 032 spectateurs |
| 20 mars 1948 Coupe d'Europe |                |         |        | Swansea 12 032 spectateurs |
| 20 mars 1948 Coupe d'Europe |                |         |        | Swansea 12 032 spectateurs |

| 11 avril 1948 Coupe d'Europe | France | 10 - 25 | Empire Britannique | Marseille |
| 11 avril 1948 Coupe d'Europe |        |         |                    | Marseille |
| 11 avril 1948 Coupe d'Europe |        |         |                    | Marseille |

| 23 octobre 1948 Coupe d'Europe | pays de Galles | 9 - 12 | France | Swansea 6 500 spectateurs |
| 23 octobre 1948 Coupe d'Europe |                |        |        | Swansea 6 500 spectateurs |
| 23 octobre 1948 Coupe d'Europe |                |        |        | Swansea 6 500 spectateurs |

| 28 novembre 1948 Coupe d'Europe | France | 5 - 12 | Angleterre | Bordeaux |
| 28 novembre 1948 Coupe d'Europe |        |        |            | Bordeaux |
| 28 novembre 1948 Coupe d'Europe |        |        |            | Bordeaux |

### Année 1949
| 9 janvier 1949 Test match | France | 10 - 29 | Australie | Marseille 15 796 spectateurs |
| 9 janvier 1949 Test match |        |         |           | Marseille 15 796 spectateurs |
| 9 janvier 1949 Test match |        |         |           | Marseille 15 796 spectateurs |

| 25 janvier 1949 Test match | France | 0 - 10 | Australie | Bordeaux 17 365 spectateurs |
| 25 janvier 1949 Test match |        |        |           | Bordeaux 17 365 spectateurs |
| 25 janvier 1949 Test match |        |        |           | Bordeaux 17 365 spectateurs |

| 12 mars 1949 Test match | Angleterre | 5 - 12 | France | Wembley 15 000 spectateurs |
| 12 mars 1949 Test match |            |        |        | Wembley 15 000 spectateurs |
| 12 mars 1949 Test match |            |        |        | Wembley 15 000 spectateurs |

Ce match est resté dans les annales de la presse britannique qui, soixante dix ans après, revient sur ce match et indique que l'expression « rugby champagne » y est employée pour la première fois pour désigner le jeu à la française.
| 10 avril 1949 Test match | France | 11 - 0 | pays de Galles | Marseille 30 000 spectateurs |
| 10 avril 1949 Test match |        |        |                | Marseille 30 000 spectateurs |
| 10 avril 1949 Test match |        |        |                | Marseille 30 000 spectateurs |

| 25 mai 1949 Test match | France | 23 - 10 | Empire Britannique | Bordeaux |
| 25 mai 1949 Test match |        |         |                    | Bordeaux |
| 25 mai 1949 Test match |        |         |                    | Bordeaux |

| 12 novembre 1949 Coupe d'Europe | pays de Galles | 16 - 8 | France | Swansea 4 749 spectateurs |
| 12 novembre 1949 Coupe d'Europe |                |        |        | Swansea 4 749 spectateurs |
| 12 novembre 1949 Coupe d'Europe |                |        |        | Swansea 4 749 spectateurs |

| 4 décembre 1949 Coupe d'Europe | France | 5 - 13 | Angleterre | Bordeaux |
| 4 décembre 1949 Coupe d'Europe |        |        |            | Bordeaux |
| 4 décembre 1949 Coupe d'Europe |        |        |            | Bordeaux |

## Années 1950
Les années 1950 restent marquées par la première tournée de l'équipe de France en Australie. Tournée qui rencontre un succès et une renommée telle , que les bleus seront célébrés sur la Canebière de Marseille à leur retour. 

### Année 1950
| 15 janvier 1950 Coupe d'Europe | France | 8 - 3 | Empire Britannique | Marseille |
| 15 janvier 1950 Coupe d'Europe |        |       |                    | Marseille |
| 15 janvier 1950 Coupe d'Europe |        |       |                    | Marseille |

| 11 novembre 1950 Coupe d'Europe | Angleterre | 14 - 9 | France | Leeds |
| 11 novembre 1950 Coupe d'Europe |            |        |        | Leeds |
| 11 novembre 1950 Coupe d'Europe |            |        |        | Leeds |

| 10 décembre 1950 Coupe d'Europe | France | 16 - 3 | Empire Britannique | Bordeaux |
| 10 décembre 1950 Coupe d'Europe |        |        |                    | Bordeaux |
| 10 décembre 1950 Coupe d'Europe |        |        |                    | Bordeaux |

### Année 1951
| 15 avril 1951 Coupe d'Europe | France | 28 - 13 | pays de Galles | Marseille |
| 15 avril 1951 Coupe d'Europe |        |         |                | Marseille |
| 15 avril 1951 Coupe d'Europe |        |         |                | Marseille |

| 1er juin 1951 Test match | Australie | 15 - 26 | France | Sydney 60 160 spectateurs |
| 1er juin 1951 Test match |           |         |        | Sydney 60 160 spectateurs |
| 1er juin 1951 Test match |           |         |        | Sydney 60 160 spectateurs |

| 3 juin 1951 Test match | Australie | 23 - 11 | France | Brisbane 35 000 spectateurs |
| 3 juin 1951 Test match |           |         |        | Brisbane 35 000 spectateurs |
| 3 juin 1951 Test match |           |         |        | Brisbane 35 000 spectateurs |

| 2 juillet 1951 Test match | Australie | 14 - 35 | France | Sydney 67 009 spectateurs |
| 2 juillet 1951 Test match |           |         |        | Sydney 67 009 spectateurs |
| 2 juillet 1951 Test match |           |         |        | Sydney 67 009 spectateurs |

| 4 août 1951 Test match | Nouvelle-Zélande | 16 - 15 | France | Auckland 19 229 spectateurs |
| 4 août 1951 Test match |                  |         |        | Auckland 19 229 spectateurs |
| 4 août 1951 Test match |                  |         |        | Auckland 19 229 spectateurs |

| 3 novembre 1951 Coupe d'Europe | Empire Britannique | 17 - 14 | France | Hull 19 229 spectateurs |
| 3 novembre 1951 Coupe d'Europe |                    |         |        | Hull 19 229 spectateurs |
| 3 novembre 1951 Coupe d'Europe |                    |         |        | Hull 19 229 spectateurs |

| 25 novembre 1951 Coupe d'Europe | France | 42 - 13 | Angleterre | Marseille |
| 25 novembre 1951 Coupe d'Europe |        |         |            | Marseille |
| 25 novembre 1951 Coupe d'Europe |        |         |            | Marseille |

| 23 décembre 1951 Test match | France | 8 - 3 | Nouvelle-Zélande | Paris 23 459 spectateurs |
| 23 décembre 1951 Test match |        |       |                  | Paris 23 459 spectateurs |
| 23 décembre 1951 Test match |        |       |                  | Paris 23 459 spectateurs |

| 30 décembre 1951 Test match | France | 18 - 7 | Nouvelle-Zélande | Bordeaux 11 110 spectateurs |
| 30 décembre 1951 Test match |        |        |                  | Bordeaux 11 110 spectateurs |
| 30 décembre 1951 Test match |        |        |                  | Bordeaux 11 110 spectateurs |

### Année 1952
| 6 avril 1952 Coupe d'Europe | France | 20 - 12 | pays de Galles | Bordeaux 15 678 spectateurs |
| 6 avril 1952 Coupe d'Europe |        |         |                | Bordeaux 15 678 spectateurs |
| 6 avril 1952 Coupe d'Europe |        |         |                | Bordeaux 15 678 spectateurs |

| 22 mai 1952 Test match | France | 22 - 12 | Grande-Bretagne | Paris |
| 22 mai 1952 Test match |        |         |                 | Paris |
| 22 mai 1952 Test match |        |         |                 | Paris |

| 25 octobre 1952 Coupe d'Europe | pays de Galles | 22 - 16 | France | Leeds 10 380 spectateurs |
| 25 octobre 1952 Coupe d'Europe |                |         |        | Leeds 10 380 spectateurs |
| 25 octobre 1952 Coupe d'Europe |                |         |        | Leeds 10 380 spectateurs |

| 23 novembre 1952 Coupe d'Europe | France | 10 - 28 | Empire Britannique | Marseille |
| 23 novembre 1952 Coupe d'Europe |        |         |                    | Marseille |
| 23 novembre 1952 Coupe d'Europe |        |         |                    | Marseille |

| 26 décembre 1952 Test match | France | 12 - 16 | Australie | Paris 18 327 spectateurs |
| 26 décembre 1952 Test match |        |         |           | Paris 18 327 spectateurs |
| 26 décembre 1952 Test match |        |         |           | Paris 18 327 spectateurs |

### Année 1953
| 11 janvier 1953 Test match | France | 5 - 0 | Australie | Bordeaux 23 419 spectateurs |
| 11 janvier 1953 Test match |        |       |           | Bordeaux 23 419 spectateurs |
| 11 janvier 1953 Test match |        |       |           | Bordeaux 23 419 spectateurs |

| 25 janvier 1953 Test match | France | 13 - 5 | Australie | Lyon 17 454 spectateurs |
| 25 janvier 1953 Test match |        |        |           | Lyon 17 454 spectateurs |
| 25 janvier 1953 Test match |        |        |           | Lyon 17 454 spectateurs |

| 11 avril 1953 Coupe d'Europe | France | 13 - 15 | Angleterre | Paris |
| 11 avril 1953 Coupe d'Europe |        |         |            | Paris |
| 11 avril 1953 Coupe d'Europe |        |         |            | Paris |

| 25 mai 1953 Test match | France | 28 - 17 | Grande-Bretagne | Lyon |
| 25 mai 1953 Test match |        |         |                 | Lyon |
| 25 mai 1953 Test match |        |         |                 | Lyon |

| 18 octobre 1953 Coupe d'Europe | France | 10 - 15 | Empire Britannique | Bordeaux |
| 18 octobre 1953 Coupe d'Europe |        |         |                    | Bordeaux |
| 18 octobre 1953 Coupe d'Europe |        |         |                    | Bordeaux |

| 7 novembre 1953 Coupe d'Europe | Angleterre | 7 - 5 | France | Bradford |
| 7 novembre 1953 Coupe d'Europe |            |       |        | Bradford |
| 7 novembre 1953 Coupe d'Europe |            |       |        | Bradford |

| 13 décembre 1953 Coupe d'Europe | France | 23 - 22 | pays de Galles | Marseille 25 000 spectateurs |
| 13 décembre 1953 Coupe d'Europe |        |         |                | Marseille 25 000 spectateurs |
| 13 décembre 1953 Coupe d'Europe |        |         |                | Marseille 25 000 spectateurs |

## Années 1960
Les années 1960 voit le développement de la télévision dans les foyers français. Certains matchs de l'équipe de France sont alors retransmis sur la seule chaine de télévision alors existante: l'ORTF,

### Année 1965
| 12 décembre 1965 Test match | France | 28 - 5 | Nouvelle Zélande | Toulouse |
| 12 décembre 1965 Test match |        |        |                  | Toulouse |
| 12 décembre 1965 Test match |        |        |                  | Toulouse |

### Année 1966
| 16 janvier 1966 Test match | France | 18 - 13 | Grande-Bretagne | Perpignan |
| 16 janvier 1966 Test match |        |         |                 | Perpignan |
| 16 janvier 1966 Test match |        |         |                 | Perpignan |

| 5 février 1966 Test match | France | 8 - 4 | Grande-Bretagne | Wigan |
| 5 février 1966 Test match |        |       |                 | Wigan |
| 5 février 1966 Test match |        |       |                 | Wigan |

## Années 1970
Les années 1970 sont la dernière décennie où l'on considère la France comme une nation majeure du rugby à XIII.
Capable de rivaliser avec les plus grandes nations, comme le montre le match gagné contre l'Australie en 1978.

### Année 1973
| 9 décembre 1973 Test match | France | 9 - 21 | Australie | Perpignan |
| 9 décembre 1973 Test match |        |        |           | Perpignan |
| 9 décembre 1973 Test match |        |        |           | Perpignan |

| 9 décembre 1973 Test match | France | 3 - 14 | Australie | Toulouse |
| 9 décembre 1973 Test match |        |        |           | Toulouse |
| 9 décembre 1973 Test match |        |        |           | Toulouse |

## Années 1980
Les années 1980 marquent un déclin progressif du niveau de l'équipe de France.
Elle est capable encore de produire du jeu face aux nations les plus fortes du rugby à XIII mondial.
Mais rarement de les battre. On peut même dire qu'un décrochage avec les nations majeures de l'hémisphère sud est amorcé.

### Année 1980
| 26 janvier 1980 Challenge Jean-Galia | Pays de Galles | 7 - 21 | France | Widnes |
| 26 janvier 1980 Challenge Jean-Galia |                |        |        | Widnes |
| 26 janvier 1980 Challenge Jean-Galia |                |        |        | Widnes |

| 16 mars 1980 Challenge Jean-Galia | France | 2 - 4 | Angleterre | Narbonne |
| 16 mars 1980 Challenge Jean-Galia |        |       |            | Narbonne |
| 16 mars 1980 Challenge Jean-Galia |        |       |            | Narbonne |

## Années 1990
Les années 1990 voient le fossé se creuser entre la France et les nations majeures du rugby à XIII.
Néanmoins l'équipe de France participe à l'expansion du rugby à XIII en rencontrant de nouvelles nations.
Ce qui étoffe son calendrier international et dynamise des saisons assez routinières et peu fructueuses.

### Année 1991
| 27 novembre 1991 Test match | URSS | 6 - 26 | France | Lyon |
| 27 novembre 1991 Test match |      |        |        | Lyon |
| 27 novembre 1991 Test match |      |        |        | Lyon |

### Année 1992
| 18 juin 1992 Test match | France | 28 - 8 | CEI | Moscou |
| 18 juin 1992 Test match |        |        |     | Moscou |
| 18 juin 1992 Test match |        |        |     | Moscou |

| 11 novembre 1992 Test match | France | 38 - 4 | CEI | Saint-Gaudens |
| 11 novembre 1992 Test match |        |        |     | Saint-Gaudens |
| 11 novembre 1992 Test match |        |        |     | Saint-Gaudens |

## Années 2000
Les années 2000 voit l'affirmation de la France en tant que meilleure nation européenne....derrière l'Angleterre qu'elle apparait ne plus pouvoir battre.
Elle reste également capable de battre ponctuellement des nations polynésiennes. 

### Année 2000
| 1er novembre 2000 Coupe du monde | France | 28 - 08 | Tonga | Stade Albert Domec, Carcassonne 10 000 spectateurs |
| 1er novembre 2000 Coupe du monde |        |         |       | Stade Albert Domec, Carcassonne 10 000 spectateurs |
| 1er novembre 2000 Coupe du monde |        |         |       | Stade Albert Domec, Carcassonne 10 000 spectateurs |

## Années 2010
Les années 2010 voient une certaine stabilisation du niveau de l'équipe de France.
Néanmoins, elle réussit maintenant moins bien face aux nations non-européennes de second plan. Que parfois elle peut battre,  mais difficilement.
Offrant même de mauvaises surprises comme cette défaite face à la modeste et jeune équipe des Etats-Unis à domicile en 2013.

### Année 2010
| 9 octobre 2010 Coupe d'Europe | France | 58 - 24 | Irlande                                                                                | Parc des Sports, Avignon 14 522 spectateurs Arbitre : Phil Bentham |
| 9 octobre 2010 Coupe d'Europe | Essai(s) : Elima (4), Baitieri, Bentley, Casty, Gigot, Sadaoui, Stacul Transformation(s) : Munoz (5), Grésèque (4) |         | Essai(s) : Gillam (2), Hesketh, McNally, O'Callaghan Transformation(s) : Finn, McNally | Parc des Sports, Avignon 14 522 spectateurs Arbitre : Phil Bentham |
| 9 octobre 2010 Coupe d'Europe | |         |                                                                                        | Parc des Sports, Avignon 14 522 spectateurs Arbitre : Phil Bentham |

| 16 octobre 2010 Coupe d'Europe | France                                                                           | 26 - 12 | Écosse                                                | Stadium municipal, Albi 6 721 spectateurs Arbitre : Phil Bentham |
| 16 octobre 2010 Coupe d'Europe | Essai(s) : Bentley, Gigot, Martins, Simon, Vaccari Transformation(s) : Munoz (3) |         | Essai(s) : Barlow, Szotack Transformation(s) : Brough | Stadium municipal, Albi 6 721 spectateurs Arbitre : Phil Bentham |
| 16 octobre 2010 Coupe d'Europe |                                                                                  |         |                                                       | Stadium municipal, Albi 6 721 spectateurs Arbitre : Phil Bentham |

| 23 octobre 2010 Coupe d'Europe | France                                                                   | 11 - 12 | pays de Galles                                        | Stadium municipal, Albi 10 413 spectateurs Arbitre : Phil Bentham |
| 23 octobre 2010 Coupe d'Europe | Essai(s) : Nauroy, Sadaoui Transformation(s) : Munoz (2) Drop(s) : Gigot |         | Essai(s) : Thomas, Williams Transformation(s) : White | Stadium municipal, Albi 10 413 spectateurs Arbitre : Phil Bentham |
| 23 octobre 2010 Coupe d'Europe |                                                                          |         |                                                       | Stadium municipal, Albi 10 413 spectateurs Arbitre : Phil Bentham |

### Année 2011
| 15 octobre 2011 Amical | Angleterre B | 38 - 18 | France                                                            | Leigh Sports Village, Leigh 2 071 spectateurs Arbitre : Thierry Alibert |
| 15 octobre 2011 Amical | Essai(s) : Myler, Houghton, Broughton, Charnley (2), Ratchford, Gale Transformation(s) : Charnley (4), Westwood |         | Essai(s) : Mounis, Pélissier, Stacul Transformation(s) : Bosc (3) | Leigh Sports Village, Leigh 2 071 spectateurs Arbitre : Thierry Alibert |
| 15 octobre 2011 Amical | |         |                                                                   | Leigh Sports Village, Leigh 2 071 spectateurs Arbitre : Thierry Alibert |

| 21 octobre 2011 Amical | France                                                           | 18 - 32 | Angleterre                                                                        | Parc des Sports, Avignon 16 866 spectateurs Arbitre : Matt Cecchin |
| 21 octobre 2011 Amical | Essai(s) : Elima, Duport, Pélissier Transformation(s) : Bosc (3) |         | Essai(s) : Yeaman, Roby, Hall, Briscoe (2), Reed Transformation(s) : Sinfield (4) | Parc des Sports, Avignon 16 866 spectateurs Arbitre : Matt Cecchin |
| 21 octobre 2011 Amical |                                                                  |         |                                                                                   | Parc des Sports, Avignon 16 866 spectateurs Arbitre : Matt Cecchin |

| 29 octobre 2011 Tournée automnale | France                                                                              | 46 - 10 | Écosse                                                | Stade Gilbert-Brutus, Perpignan 10 313 spectateurs Arbitre : Richard Silverwood |
| 29 octobre 2011 Tournée automnale | Essai(s) : Baile (2), Chisholm (3), Duport, Bosc, Pala Transformation(s) : Bosc (7) |         | Essai(s) : Arnot, Hellewell Transformation(s) : Scott | Stade Gilbert-Brutus, Perpignan 10 313 spectateurs Arbitre : Richard Silverwood |
| 29 octobre 2011 Tournée automnale |                                                                                     |         |                                                       | Stade Gilbert-Brutus, Perpignan 10 313 spectateurs Arbitre : Richard Silverwood |

| 5 novembre 2011 Tournée automnale | Irlande                       | 16 - 34 | France                                                                  | Thomond Park, Limerick 3 100 spectateurs |
| 5 novembre 2011 Tournée automnale | Essai(s) : Bergin, Taylor (3) |         | Essai(s) : K. Bentley (3), Elima (2), Bosc Transformation(s) : Bosc (5) | Thomond Park, Limerick 3 100 spectateurs |
| 5 novembre 2011 Tournée automnale |                               |         |                                                                         | Thomond Park, Limerick 3 100 spectateurs |

### Année 2012
| 16 juin 2012 Amical | pays de Galles                                                                     | 16 - 28 (4 - 12) | France | Racecourse Ground, Wrexham Arbitre : James Child |
| 16 juin 2012 Amical | Essai(s) : Williams (39e, 60e), James (52e) Transformation(s) : Jones (53e et 61e) |                  | Essai(s) : Stacul (15e, 68e), Mounis (32e), Griffi (48e et 56e) Transformation(s) : Bosc (16e, 33e, 57e et 69e) | Racecourse Ground, Wrexham Arbitre : James Child |
| 16 juin 2012 Amical |                                                                                    |                  | | Racecourse Ground, Wrexham Arbitre : James Child |

| 20 octobre 2012 Euro-Nation | France                                                                         | 20 - 6 (18 - 0) | pays de Galles                                   | Stade Félix-Bollaert , Lens 11 628 spectateurs Arbitre : Richard Silverwood |
| 20 octobre 2012 Euro-Nation | Essai(s) : Bemba, Stacul, Bosc Transformation(s) : Bosc (3) Pénalité(s) : Bosc |                 | Essai(s) : James (2) Transformation(s) : Seamark | Stade Félix-Bollaert , Lens 11 628 spectateurs Arbitre : Richard Silverwood |
| 20 octobre 2012 Euro-Nation |                                                                                |                 |                                                  | Stade Félix-Bollaert , Lens 11 628 spectateurs Arbitre : Richard Silverwood |

| 3 novembre 2012 Euro-Nation | Angleterre                                                                                  | 44 - 6 (20 - 0) | France                                         | Craven Park , Hull Arbitre : Shane Rehm |
| 3 novembre 2012 Euro-Nation | Essai(s) : Watkins (3), Briscoe (3), Tomkins (2), Sinfield Transformation(s) : Sinfield (6) |                 | Essai(s) : K. Bentley Transformation(s) : Bosc | Craven Park , Hull Arbitre : Shane Rehm |
| 3 novembre 2012 Euro-Nation |                                                                                             |                 |                                                | Craven Park , Hull Arbitre : Shane Rehm |

| 11 novembre 2012 Euro-Nation | Angleterre                                                                          | 48 - 4 (18 - 0) | France          | Salford City Stadium, Eccles |
| 11 novembre 2012 Euro-Nation | Essai(s) : Hall (4), Tomkins (2), Charnley, Burrow Transformation(s) : Sinfield (8) |                 | Essai(s) : Pala | Salford City Stadium, Eccles |
| 11 novembre 2012 Euro-Nation |                                                                                     |                 |                 | Salford City Stadium, Eccles |

### Année 2013
| 18 octobre 2013 Amical | France                                                               | 18 - 22 (14 - 10) | États-Unis                                                                      | Stade des Minimes, Toulouse 3 250 spectateurs Arbitre : Thierry Alibert |
| 18 octobre 2013 Amical | Essai(s) : Vaccari, Duport (2), Barthau Transformation(s) : Bosc (1) |                   | Essai(s) : Tagaloa, Marando (2), Tagaloa, Shipway Transformation(s) : Paulo (3) | Stade des Minimes, Toulouse 3 250 spectateurs Arbitre : Thierry Alibert |
| 18 octobre 2013 Amical |                                                                      |                   |                                                                                 | Stade des Minimes, Toulouse 3 250 spectateurs Arbitre : Thierry Alibert |

| 27 octobre 2013 Coupe du monde 1er tour | Papouasie-Nouvelle-Guinée  | 8 - 9 (4 - 8) | France                                                                        | Craven Park, Hull 7 451 spectateurs Arbitre : Phil Bentham |
| 27 octobre 2013 Coupe du monde 1er tour | Essai(s) : McDonald, Abavu |               | Essai(s) : Bosc Transformation(s) : Bosc Pénalité(s) : Bosc Drop(s) : Barthau | Craven Park, Hull 7 451 spectateurs Arbitre : Phil Bentham |
| 27 octobre 2013 Coupe du monde 1er tour |                            |               |                                                                               | Craven Park, Hull 7 451 spectateurs Arbitre : Phil Bentham |

| 1er novembre 2013 Coupe du monde 1er tour | France | 0 - 48 (0 - 32)                                                                                                | Nouvelle-Zélande | Parc des Sports, Avignon 17 518 spectateurs Arbitre : Shayne Hayne |
| 1er novembre 2013 Coupe du monde 1er tour |        | Essai(s) : Inu, Goodwin, Nu'uausala (2) , Johnson (2), Eastwood, Tuivasa-Sheck Transformation(s) : Johnson (8) |                  | Parc des Sports, Avignon 17 518 spectateurs Arbitre : Shayne Hayne |
| 1er novembre 2013 Coupe du monde 1er tour |        | |                  | Parc des Sports, Avignon 17 518 spectateurs Arbitre : Shayne Hayne |

| 11 novembre 2013 Coupe du monde 1er tour | France                                     | 6 - 22 (6 - 6) | Samoa                                                                     | Stade Gilbert-Brutus, Perpignan 11 576 spectateurs Arbitre : Henry Perenara |
| 11 novembre 2013 Coupe du monde 1er tour | Essai(s) : Escaré Transformation(s) : Bosc |                | Essai(s) : Vidot, Milford, Godinet, Moors Transformation(s) : Milford (3) | Stade Gilbert-Brutus, Perpignan 11 576 spectateurs Arbitre : Henry Perenara |
| 11 novembre 2013 Coupe du monde 1er tour |                                            |                |                                                                           | Stade Gilbert-Brutus, Perpignan 11 576 spectateurs Arbitre : Henry Perenara |

| 16 novembre 2013 Coupe du monde Quart de finale | Angleterre | 34 - 6 (22 - 6) | France                                               | DW Stadium, Wigan 22 276 spectateurs Arbitre : Ashley Klein |
| 16 novembre 2013 Coupe du monde Quart de finale | Essai(s) : Charnley (8e, 24e), Hall (17e, 27e), O'Loughlin (46e), Ferres (77e) Transformation(s) : Sinfield (8e, 17e, 24e, 27e, 46e, 77e) |                 | Essai(s) : Duport (5e) Transformation(s) : Bosc (5e) | DW Stadium, Wigan 22 276 spectateurs Arbitre : Ashley Klein |
| 16 novembre 2013 Coupe du monde Quart de finale | |                 |                                                      | DW Stadium, Wigan 22 276 spectateurs Arbitre : Ashley Klein |

### Année 2014
| 18 octobre 2014 Coupe d'Europe | Irlande                                                                     | 22 - 12 (8 - 0) | France                                                          | Tallaght Stadium, Dublin 1 428 spectateurs |
| 18 octobre 2014 Coupe d'Europe | Essai(s) : McDonnell (2), Peacock (2), Murphy Transformation(s) : Dunne (1) |                 | Essai(s) : Larroyer, Pélissier Transformation(s) : Marginet (2) | Tallaght Stadium, Dublin 1 428 spectateurs |
| 18 octobre 2014 Coupe d'Europe |                                                                             |                 |                                                                 | Tallaght Stadium, Dublin 1 428 spectateurs |

| 25 octobre 2014 Coupe d'Europe | France                                                                                      | 42 - 22 (24 - 6) | pays de Galles                                                                | Stadium municipal, Albi |
| 25 octobre 2014 Coupe d'Europe | Essai(s) : Soubeyras, Fages, Baile, Pala (2), Marginet (2) Transformation(s) : Marginet (7) |                  | Essai(s) : Fleming, Fozard, Williams, Roets (2) Transformation(s) : Reece (3) | Stadium municipal, Albi |
| 25 octobre 2014 Coupe d'Europe |                                                                                             |                  |                                                                               | Stadium municipal, Albi |

| 31 octobre 2014 Coupe d'Europe | Écosse | 22 - 38 (6 - 38) | France | Netherdale, Galashiels |
| 31 octobre 2014 Coupe d'Europe | Essai(s) : Kavanagh (3e), Hellewell (63e), Adam Walker (75e), J. Walker (77e) Transformation(s) : Brough (3) |                  | Essai(s) : Marginet (14e, 22e, 28e), Baitieri (19e), Pelissier (24e), Decarnin (34e), Gigot (38e) Transformation(s) : Marginet (5) | Netherdale, Galashiels |
| 31 octobre 2014 Coupe d'Europe | |                  | | Netherdale, Galashiels |

### Année 2015
| 17 octobre 2015 Coupe d'Europe | France | 31 - 14 (8 - 8) | Irlande                                                                                              | Stadium municipal, Albi 4 681 spectateurs Arbitre : Phil Bentham |
| 17 octobre 2015 Coupe d'Europe | Essai(s) : Robin (24e), Sigismeau (30e), Gigot (44e, 74e), Fages (50e), Larroyer (78e) Transformation(s) : Marginet (45e, 51e, 79e) Drop(s) : Boudebza 73e |                 | Essai(s) : Dunne (19e), Hargreaves (55e) Transformation(s) : Finn (20e,56e) Pénalité(s) : Finn (40e) | Stadium municipal, Albi 4 681 spectateurs Arbitre : Phil Bentham |
| 17 octobre 2015 Coupe d'Europe | |                 | | Stadium municipal, Albi 4 681 spectateurs Arbitre : Phil Bentham |

| 24 octobre 2015 Test-match | Angleterre | 84-4 (32-4) | France                  | Leigh Sports Village, Leigh 8 338 spectateurs Arbitre : James Child |
| 24 octobre 2015 Test-match | Essai(s) : Watkins (2e), Hodgson (6e), Bateman (8e, 39e), Farrell (14e), Hall (36e, 61e), T. Burgess (42e, 65e), Ferres (43e, 54e, 78e), Roby (46e, 51e), Williams (48e) Transformation(s) : Widdop (2e, 6e, 8e, 39e, 42e, 46e, 48e, 51e, 61e, 65e, 71e) |             | Essai(s) : Arnaud (12e) | Leigh Sports Village, Leigh 8 338 spectateurs Arbitre : James Child |
| 24 octobre 2015 Test-match | |             |                         | Leigh Sports Village, Leigh 8 338 spectateurs Arbitre : James Child |

| 30 octobre 2015 Coupe d'Europe | Pays de Galles                                                                     | 14-6 | France                                                   | Cardiff Arms Park, Cardiff 1 028 spectateurs Arbitre : Robert Hicks |
| 30 octobre 2015 Coupe d'Europe | Essai(s) : Grant (27e), Burke (46e), Davies (51e) Transformation(s) : Davies (47e) |      | Essai(s) : Simon (73e) Transformation(s) : Barthau (73e) | Cardiff Arms Park, Cardiff 1 028 spectateurs Arbitre : Robert Hicks |
| 30 octobre 2015 Coupe d'Europe |                                                                                    |      |                                                          | Cardiff Arms Park, Cardiff 1 028 spectateurs Arbitre : Robert Hicks |

| 7 novembre 2015 Coupe d'Europe | France | 32-18 | Écosse                                                                                | Parc des Sports, Avignon 5 737 spectateurs Arbitre : Gareth Hewer |
| 7 novembre 2015 Coupe d'Europe | Essai(s) : Arnaud (3e), Gigot (15e, 38e), Larroyer (22e), Escaré (26e), Robin (30e), Perez (60e) Transformation(s) : Marginet (?? et ??) |       | Essai(s) : Toal (9e),Scott (66e),Hood (70e) Transformation(s) : Thomas (9e, 66e, 70e) | Parc des Sports, Avignon 5 737 spectateurs Arbitre : Gareth Hewer |
| 7 novembre 2015 Coupe d'Europe | |       |                                                                                       | Parc des Sports, Avignon 5 737 spectateurs Arbitre : Gareth Hewer |

### Année 2016
| 22 octobre 2016 Test match | France                                                     | 6-40 (6-22) | Angleterre | Parc des Sports, Avignon 14 276 spectateurs Arbitre : Phil Bentham |
| 22 octobre 2016 Test match | Essai(s) : Pelissier (18e) Transformation(s) : Gigot (18e) |             | Essai(s) : Hall (27e, 40e), Clark (30e), G. Burgess (35e), Brown (68e), McGillvary (71e), Widdop (77e) Transformation(s) : Widdop (27e, 30e, 35e, 68e, 71e, 77e) | Parc des Sports, Avignon 14 276 spectateurs Arbitre : Phil Bentham |
| 22 octobre 2016 Test match |                                                            |             | | Parc des Sports, Avignon 14 276 spectateurs Arbitre : Phil Bentham |

### Année 2017
| 13 octobre 2017 Match amical | France | 34 - 12 (22 - 2) | Jamaïque                                                                                            | Stade Gilbert Brutus, Perpignan 4 850 spectateurs Arbitre : Benjamin Casty |
| 13 octobre 2017 Match amical | Essai(s) : Cardace (2e), Garcia (9e), Ader (19e, 25e), Rouch (54e), Jullien (64e) Transformation(s) : Barthau (9e, 19e, 27e, 54e, 64e) |                  | Essai(s) : Golding (41e), Ogden (79e) Transformation(s) : Coleman (79e) Pénalité(s) : Coleman (39e) | Stade Gilbert Brutus, Perpignan 4 850 spectateurs Arbitre : Benjamin Casty |
| 13 octobre 2017 Match amical | |                  | | Stade Gilbert Brutus, Perpignan 4 850 spectateurs Arbitre : Benjamin Casty |

| 29 octobre 2017 Coupe du monde | France | 18 - 29 (6 - 12) | Liban | Canberra Stadium, Canberra 5 492 spectateurs Arbitre : Phil Bentham |
| 29 octobre 2017 Coupe du monde | Essai(s) : Ader (16e, 52e), Cardace (68e) Transformation(s) : Barthau (53e, 69e) Pénalité(s) : Barthau (20e) |                  | Essai(s) : Layoun (8e), Robinson (40e, 80e), Doueihi (63e), Moses (76e) Transformation(s) : Moses (9e, 40e, 64e, 77e) Drop(s) : Moses (74e) | Canberra Stadium, Canberra 5 492 spectateurs Arbitre : Phil Bentham |
| 29 octobre 2017 Coupe du monde | |                  | | Canberra Stadium, Canberra 5 492 spectateurs Arbitre : Phil Bentham |

| 3 novembre 2017 Coupe du monde | Australie | 52 - 6 (20 - 6) | France                                                         | Canberra Stadium, Canberra 12 293 spectateurs Arbitre : Robert Hicks |
| 3 novembre 2017 Coupe du monde | Essai(s) : Graham (12e, 15e, 31e, 66e), Munster (43e, 74e), Dugan (33e), Frizell (49e), Slater (52e), Holmes (78e) Transformation(s) : Smith (16e, 32e, 44e, 51e, 53e, 67e) |                 | Essai(s) : Kheirallah (24e) Transformation(s) : Marginet (25e) | Canberra Stadium, Canberra 12 293 spectateurs Arbitre : Robert Hicks |
| 3 novembre 2017 Coupe du monde | |                 |                                                                | Canberra Stadium, Canberra 12 293 spectateurs Arbitre : Robert Hicks |

| 12 novembre 2017 Coupe du monde | Angleterre | 36 - 6 (26 - 6) | France                                                   | Perth Oval, Perth 14 744 spectateurs Arbitre : Phil Bentham |
| 12 novembre 2017 Coupe du monde | Essai(s) : Widdop (4e), Ratchford (6e), Graham (9e), Percival (23e), Bateman (29e), McGillvary (42e, 64e) Transformation(s) : Widdop (4e, 7e, 10e et 43e) |                 | Essai(s) : Garcia (34e) Transformation(s) : Albert (35e) | Perth Oval, Perth 14 744 spectateurs Arbitre : Phil Bentham |
| 12 novembre 2017 Coupe du monde | |                 |                                                          | Perth Oval, Perth 14 744 spectateurs Arbitre : Phil Bentham |

### Année 2018
| 7 octobre 2018 Match amical | Serbie                   | 2 - 54 (2 - 26) | France | Stade NC Makis, Belgrade |
| 7 octobre 2018 Match amical | Pénalité(s) : Stosic (6e |                 | Essai(s) : J. Flovie (2e), Romano (11e), Bouzinac (11e), Lasvenes (22e), Vergniol (33e), Yesa (48e, 54e), Mourgue (57e), Jouffret (74e), F. Flovie (78e) Transformation(s) : Lasvenes (18e, 22e, 33e, 54e, 57e, 74e, 78e) | Stade NC Makis, Belgrade |
| 7 octobre 2018 Match amical |                          |                 | | Stade NC Makis, Belgrade |

| 17 octobre 2018 Match amical | Angleterre | 44 - 6 (38 - 0) | France                                                   | Leigh Sports Village, Leigh 5 144 spectateurs Arbitre : Chris Kendall |
| 17 octobre 2018 Match amical | Essai(s) : T. Burgess (1re), Johnstone (13e, 19e et 26e), Myler (30e), Thompson (34e), Whitehead (40e), Connor (59e) Transformation(s) : Connor (1re, 19e, 26e, 34e et 40e), Percival (59e) |                 | Essai(s) : Fages (63e) Transformation(s) : Barthau (63e) | Leigh Sports Village, Leigh 5 144 spectateurs Arbitre : Chris Kendall |
| 17 octobre 2018 Match amical | |                 |                                                          | Leigh Sports Village, Leigh 5 144 spectateurs Arbitre : Chris Kendall |

| 27 octobre 2018 Coupe d'Europe | France | 54 - 18 (26 - 12) | Pays de Galles                                                                            | Stade Albert-Domec, Carcassonne 4 056 spectateurs Arbitre : James Child |
| 27 octobre 2018 Coupe d'Europe | Essai(s) : Marcon (8e, 22e), Miloudi (12e), Ader (29e), Gigot (46e), Curran (53e), Escaré (58e, 79e) et Navarrete (77e) Transformation(s) : Gigot (8e, 12e, 22e, 29e, 46e, 58e), Albert (77e et 79e) Pénalité(s) : Gigot (3e) |                   | Essai(s) : Ralph (36e), Kear (40e) et Olds (70e) Transformation(s) : Olds (36e, 40e, 70e) | Stade Albert-Domec, Carcassonne 4 056 spectateurs Arbitre : James Child |
| 27 octobre 2018 Coupe d'Europe | |                   |                                                                                           | Stade Albert-Domec, Carcassonne 4 056 spectateurs Arbitre : James Child |

| 4 novembre 2018 Coupe d'Europe | Irlande                                                           | 10 - 24 (0 - 18) | France                                                                                  | Stade de Santry, Santry |
| 4 novembre 2018 Coupe d'Europe | Essai(s) : Ryan (44e), McNally (72e) Transformation(s) : Finn (1) |                  | Essai(s) : Da Costa (6e et 67e), Marcon (10e), Ader (28e) Transformation(s) : Gigot (4) | Stade de Santry, Santry |
| 4 novembre 2018 Coupe d'Europe |                                                                   |                  |                                                                                         | Stade de Santry, Santry |

| 10 novembre 2018 Coupe d'Europe | France                                                                                               | - 28 - 10 (-) | Écosse                                                             | Stade Albert-Domec, Carcassonne 5 712 spectateurs |
| 10 novembre 2018 Coupe d'Europe | Essai(s) : Fages (1), Escaré (2), Marion (1) Transformation(s) : Escaré (4) Pénalité(s) : Escaré (2) |               | Essai(s) : Dixon (1), Robertson (1) Transformation(s) : Thomas (1) | Stade Albert-Domec, Carcassonne 5 712 spectateurs |
| 10 novembre 2018 Coupe d'Europe | |               |                                                                    | Stade Albert-Domec, Carcassonne 5 712 spectateurs |

## Liste
Cet article liste les rencontres de l'équipe de France de rugby à XIII
| | Date              | Adversaire                | Résultat | Compétition              | Stade                                  | Affluence | Sélectionneur                         |
| --- | ----------------- | ------------------------- | -------- | ------------------------ | -------------------------------------- | --------- | ------------------------------------- |
| 378. | 26 octobre 2024   | Pays de Galles            | 48-6     | Test-match               | Stade municipal, Saint-Estève          | 2 000     | Laurent Frayssinous                   |
| 377. | 22 octobre 2024   | Ukraine                   | 74-8     | Test-match               | Stade Albert-Domec, Carcassonne        | 1 200     | Laurent Frayssinous                   |
| 376. | 29 juin 2024      | Angleterre                | 8-40     | Amical                   | Stade Ernest-Wallon, Toulouse          | 5 843     | Laurent Frayssinous                   |
| 375. | 5 décembre 2023   | Kenya                     | 108-4    | Test-match               | Nakuru Show ASK Ground, Nairobi        |           | Laurent Frayssinous                   |
| 374. | 2 décembre 2023   | Kenya                     | 78-6     | Test-match               | Nakuru Show ASK Ground, Nairobi        |           | Laurent Frayssinous                   |
| 373. | 24 septembre 2023 | Serbie                    | 78-10    | Test-match               | Stade du FK Obilić, Belgrade           |           | Laurent Frayssinous                   |
| 372. | 29 avril 2023     | Angleterre                | 0-64     | Amical                   | Halliwell Jones Stadium, Warrington    | 8 422     | Laurent Frayssinous                   |
| 371. | 30 octobre 2022   | Samoa                     | 4-62     | Coupe du monde           | Halliwell Jones Stadium, Warrington    | 6 756     | Laurent Frayssinous                   |
| 370. | 22 octobre 2022   | Angleterre                | 18-42    | Coupe du monde           | University of Bolton Stadium, Bolton   | 23 648    | Laurent Frayssinous                   |
| 369. | 17 octobre 2022   | Grèce                     | 34-12    | Coupe du monde           | Keepmoat Stadium, Doncaster            | 4 182     | Laurent Frayssinous                   |
| . | 8 octobre 2022    | Tonga                     | 12-48    | Amical                   | The Shay, Halifax                      | 1 300     | Laurent Frayssinous                   |
| 368. | 19 juin 2022      | Pays de Galles            | 34-10    | Amical                   | Stadium municipal, Albi                | 4 500     | Laurent Frayssinous                   |
| 367. | 23 octobre 2021   | Angleterre                | 10-30    | Amical                   | Stade Gilbert-Brutus, Perpignan        | 5 500     | Laurent Frayssinous                   |
| 366. | 10 novembre 2018  | Écosse                    | 28-10    | Coupe d'Europe           | Stade Albert-Domec, Carcassonne        | 5 712     | Aurélien Cologni                      |
| 365. | 3 novembre 2018   | Irlande                   | 24-10    | Coupe d'Europe           | stade Billy-Morton, Santry             | 250       | Aurélien Cologni                      |
| 364. | 27 octobre 2018   | Pays de Galles            | 54-18    | Coupe d'Europe           | Stade Albert-Domec, Carcassonne        | 4 056     | Aurélien Cologni                      |
| 363. | 17 octobre 2018   | Angleterre                | 6-44     | Amical                   | Leigh Sports Village, Leigh            | 5 144     | Aurélien Cologni                      |
| . | 7 octobre 2018    | Serbie                    | 54-2     | Amical                   | Belgrade                               |           | Aurélien Cologni                      |
| 362. | 12 novembre 2017  | Angleterre                | 6-36     | Coupe du monde           | Perth Oval, Perth                      | 14 744    | Aurélien Cologni                      |
| 361. | 3 novembre 2017   | Australie                 | 6-52     | Coupe du monde           | Perth Oval, Perth                      | 12 293    | Aurélien Cologni                      |
| 360. | 29 octobre 2017   | Liban                     | 18-29    | Coupe du monde           | Canberra Stadium, Canberra             | 5 492     | Aurélien Cologni                      |
| 359. | 13 octobre 2017   | Jamaïque                  | 34-12    | Amical                   | Stade Gilbert-Brutus, Perpignan        | 4 850     | Aurélien Cologni                      |
| 358. | 22 octobre 2016   | Angleterre                | 6-40     | Amical                   | Parc des Sports, Avignon               | 14 276    | Aurélien Cologni                      |
| 357. | 7 novembre 2015   | Écosse                    | 32-18    | Coupe d'Europe           | Parc des Sports, Avignon               | 5 737     | Richard Agar                          |
| 356. | 30 octobre 2015   | Pays de Galles            | 6-14     | Coupe d'Europe           | Cardiff Arms Park, Cardiff             | 1 028     | Richard Agar                          |
| 355. | 24 octobre 2015   | Angleterre                | 4-84     | Amical                   | Leigh Sports Village, Leigh            | 8 338     | Richard Agar                          |
| 354. | 17 octobre 2015   | Irlande                   | 31-14    | Coupe d'Europe           | Stadium municipal, Albi                | 4 681     | Richard Agar                          |
| 353. | 22 mai 2015       | Serbie                    | 68-8     |                          |                                        |           | Richard Agar                          |
| 352. | 31 octobre 2014   | Écosse                    | 38-22    | Coupe d'Europe           | Netherdale, Galashiels                 | 1 432     | Richard Agar                          |
| 351. | 25 octobre 2014   | Pays de Galles            | 42-22    | Coupe d'Europe           | Stadium municipal, Albi                | 5 225     | Richard Agar                          |
| 350. | 18 octobre 2014   | Irlande                   | 12-22    | Coupe d'Europe           | Tallaght Stadium, Dublin               | 1 428     | Richard Agar                          |
| 349. | 16 novembre 2013  | Angleterre                | 6-34     | Coupe du monde           | DW Stadium, Wigan                      | 22 276    | Richard Agar                          |
| 348. | 11 novembre 2013  | Nouvelle-Zélande          | 0-48     | Coupe du monde           | Parc des Sports, Avignon               | 17 518    | Richard Agar                          |
| 347. | 1er novembre 2013 | Samoa                     | 6-22     | Coupe du monde           | Stade Gilbert-Brutus, Perpignan        | 11 576    | Richard Agar                          |
| 346. | 27 octobre 2013   | Papouasie-Nouvelle-Guinée | 9-8      | Coupe du monde           | Craven Park, Hull                      | 7 451     | Richard Agar                          |
| 345. | 18 octobre 2013   | États-Unis                | 18-22    | Amical                   | Stade des Minimes, Toulouse            | 3 250     | Richard Agar                          |
| 344. | 11 novembre 2012  | Angleterre                | 4-48     | Euro-Nations             | Salford City Stadium, Salford          | 7 921     | Aurélien Cologni                      |
| 343. | 3 novembre 2012   | Angleterre                | 6-44     | Euro-Nations             | Craven Park, Hull                      | 7 173     | Aurélien Cologni                      |
| 342. | 20 octobre 2012   | Pays de Galles            | 20-6     | Euro-Nations             | Stade Félix-Bollaert, Lens             | 11 278    | Aurélien Cologni                      |
| 341. | 16 juin 2012      | Pays de Galles            | 28-16    | Amical                   | Racecourse Ground, Wrexham             | 1 464     | Aurélien Cologni                      |
| 340. | 5 novembre 2011   | Irlande                   | 34-16    | Tournoi européen         | Thomond Park, Limerick                 | 3 100     | Bobbie Goulding                       |
| 339. | 29 octobre 2011   | Écosse                    | 46-10    | Tournoi européen         | Stade Gilbert-Brutus, Perpignan        | 10 313    | Bobbie Goulding                       |
| 338. | 21 octobre 2011   | Angleterre                | 18-32    | Tournoi européen         | Parc des Sports, Avignon               | 16 866    | Bobbie Goulding                       |
| . | 15 octobre 2011   | Angleterre B              | 18-38    | Amical                   | Leigh Sports Village, Leigh            | 2 071     | Bobbie Goulding                       |
| 337. | 23 octobre 2010   | Pays de Galles            | 11-12    | Coupe d'Europe           | Stadium municipal, Albi                | 10 413    | Bobbie Goulding                       |
| 336. | 16 octobre 2010   | Écosse                    | 26-12    | Coupe d'Europe           | Stadium municipal, Albi                | 6 721     | Bobbie Goulding                       |
| 335. | 9 octobre 2010    | Irlande                   | 58-24    | Coupe d'Europe           | Parc des Sports, Avignon               | 14 522    | Bobbie Goulding                       |
| 334. | 12 juin 2010      | Angleterre                | 6-60     | Amical                   | Leigh Sports Village, Leigh            | 7 951     | Bobbie Goulding                       |
| 333. | 7 novembre 2009   | Australie                 | 4-42     | Quatre Nations           | Stade Charléty, Paris                  | 8 656     | Bobbie Goulding                       |
| 332. | 31 octobre 2009   | Nouvelle-Zélande          | 12-62    | Quatre Nations           | Stade Ernest-Wallon, Toulouse          | 12 410    | Bobbie Goulding                       |
| 331. | 23 octobre 2009   | Angleterre                | 12-34    | Quatre Nations           | Keepmoat Stadium, Doncaster            | 11 529    | Bobbie Goulding                       |
| 330. | 13 juin 2009      | Angleterre                | 12-66    | Amical                   | Stade Jean-Bouin, Paris                | 7 600     | Bobbie Goulding                       |
| 329. | 9 novembre 2008   | Samoa                     | 10-42    | Coupe du monde           | Penrith Stadium, Sydney                | 8 028     | John Monie                            |
| 328. | 1er novembre 2008 | Fidji                     | 6-42     | Coupe du monde           | Wollongong Showground, Wollongong      | 9 213     | John Monie                            |
| 327. | 26 octobre 2008   | Écosse                    | 36-18    | Coupe du monde           | Canberra Stadium, Canberra             | 9 287     | John Monie                            |
| 326. | 27 juin 2008      | Angleterre                | 8-56     | Amical                   | Stade Ernest-Wallon, Toulouse          | 8 326     | John Monie                            |
| 325. | 17 novembre 2007  | Nouvelle-Zélande          | 14-22    | Amical                   | Stade Jean-Bouin, Paris                | 6 781     | John Monie                            |
| 324. | 10 novembre 2007  | Papouasie-Nouvelle-Guinée | 22-16    | Amical                   | Stade André-Moga, Bordeaux             | 4 500     | John Monie                            |
| 323. | 3 novembre 2007   | Papouasie-Nouvelle-Guinée | 38-26    | Amical                   | Parc des Sports, Avignon               | 7 248     | John Monie                            |
| 322. | 27 octobre 2007   | Écosse                    | 46-16    | Amical                   | Stade Gilbert-Brutus, Perpignan        | 7 000     | John Monie                            |
| 321. | 22 juin 2007      | Grande-Bretagne           | 14-42    | Amical                   | Headingley Rugby Stadium, Leeds        | 12 685    | John Monie                            |
| 320. | 5 novembre 2006   | Tonga                     | 10-48    | Federation Shield        | Stade Pierre-Antoine, Castres          | 8 437     | John Monie                            |
| 319. | 29 octobre 2006   | Samoa                     | 28-6     | Federation Shield        | Stade Michel-Bendichou, Colomiers      | 2 700     | John Monie                            |
| 318. | 22 octobre 2006   | Angleterre                | 10-26    | Federation Shield        | Headingley Rugby Stadium, Toulouse     | 5 547     | John Monie                            |
| 317. | 18 novembre 2005  | Nouvelle-Zélande          | 22-38    | Amical                   | Stadium, Toulouse                      | 8 013     | John Monie                            |
| 316. | 12 novembre 2005  | Australie                 | 12-44    | Amical                   | Stade Aimé-Giral, Perpignan            | 7 913     | John Monie                            |
| 315. | 5 novembre 2005   | Pays de Galles            | 38-16    | Amical                   | Stade Albert-Domec, Carcassonne        | 3 000     | John Monie                            |
| 314. | 30 octobre 2005   | Géorgie                   | 60-0     | Amical                   | Vake Stadium, Tbilissi                 | 400       | John Monie                            |
| 313. | 23 octobre 2005   | Angleterre                | 12-22    |                          |                                        |           | John Monie                            |
| 312. | 16 octobre 2005   | Russie                    | 80-0     | Amical                   | Stade Fernand-Fournier, Arles          | 1 000     | John Monie                            |
| . | 21 novembre 2004  | Australie                 | 30-52    | Amical                   | Stade Ernest-Wallon, Toulouse          | 10 000    | Mick Aldous                           |
| 312. | 11 novembre 2004  | Nouvelle-Zélande          | 20-24    | Amical                   | Stade Albert-Domec, Carcassonne        | 8 000     | Mick Aldous                           |
| 311. | 30 octobre 2004   | Angleterre                | 4-42     | Coupe d'Europe           | Parc des Sports, Avignon               | 4 000     | Mick Aldous                           |
| 310. | 16 octobre 2004   | Russie                    | 58-10    | Coupe d'Europe           | Stade Loujniki, Moscou                 | 2 000     | Mick Aldous                           |
| 309. | 9 octobre 2004    | Liban                     | 14-42    | Coupe Méditerranée       | Stade olympique international, Tripoli |           | Mick Aldous                           |
| 308. | 5 octobre 2004    | Serbie                    | 18-4     | Coupe Méditerranée       | Stade olympique international, Tripoli |           | Mick Aldous                           |
| 307. | 2 octobre 2004    | Maroc                     | 46-6     | Coupe Méditerranée       | Stade olympique international, Tripoli |           | Mick Aldous                           |
| 306. | 16 novembre 2003  | Angleterre                | 6-68     | Coupe d'Europe           | Halliwell Jones Stadium, Wigan         | 2 536     | Gilles Dumas                          |
| 305. | 9 novembre 2003   | Écosse                    | 6-8      | Coupe d'Europe           | Parc des Sports, Avignon               | 2 200     | Gilles Dumas                          |
| 304. | 1er novembre 2003 | Irlande                   | 26-18    | Coupe d'Europe           | Dalymount Park, Dublin                 | 1 082     | Gilles Dumas                          |
| 303. | 25 octobre 2003   | Liban                     | 18-26    | Coupe Méditerranée       | Stade olympique international, Tripoli | 4 000     | Gilles Dumas                          |
| 302. | 22 octobre 2003   | Serbie                    | 120-0    | Coupe Méditerranée       | Stade municipal, Beyrouth              |           | Gilles Dumas                          |
| 301. | 19 octobre 2003   | Maroc                     | 72-0     | Coupe Méditerranée       | Stade olympique international, Tripoli |           | Gilles Dumas                          |
| 300. | 9 mai 2003        | Russie                    | 29-12    |                          |                                        |           | Gilles Dumas                          |
| 299. | 30 novembre 2002  | Nouvelle-Zélande          | 10-36    | Tournée néo-zélandaise   | Stade Aimé-Giral, Perpignan            | 6 500     | Gilles Dumas                          |
| 298. | 2 novembre 2002   | Liban                     | 6-36     | Coupe Méditerranée       | Stade olympique international, Tripoli | 9 713     | Gilles Dumas                          |
| 297. | 26 octobre 2001   | Grande-Bretagne           | 12-42    | Amical                   | Stade Armandie, Agen                   | 10 000    | Gilles Dumas                          |
| 296. | 3 juillet 2001    | Écosse                    | 20-42    | Amical                   | Stade du Moulin, Lézignan              | 3 161     | Gilles Dumas                          |
| 295. | 26 juin 2001      | Irlande                   | 56-16    | Amical                   | Stadium municipal, Albi                | 2 006     | Gilles Dumas                          |
| 294. | 20 juin 2001      | Papouasie-Nouvelle-Guinée | 24-34    | Tournée néo-zélandaise   | Danny Leahy Oval, Goroka               | 12 000    | Gilles Dumas                          |
| 293. | 17 juin 2001      | Papouasie-Nouvelle-Guinée | 27-16    | Tournée néo-zélandaise   | Lloyd Robson Oval, Port Moresby        | 15 000    | Gilles Dumas                          |
| 292. | 10 juin 2001      | Nouvelle-Zélande          | 0-36     | Tournée néo-zélandaise   | Ericsson Stadium, Auckland             | 4 500     | Gilles Dumas                          |
| 291. | 12 novembre 2000  | Nouvelle-Zélande          | 6-54     | Coupe du monde           | Wheldon Road, Castleford               | 5 158     | Gilles Dumas                          |
| 290. | 5 novembre 2000   | Afrique du Sud            | 56-6     | Coupe du monde           | Stadium municipal, Albi                | 7 969     | Gilles Dumas                          |
| 289. | 1er novembre 2000 | Tonga                     | 28-8     | Coupe du monde           | Stade Albert Domec, Carcassonne        | 10 288    | Gilles Dumas                          |
| 288. | 28 octobre 2000   | Papouasie-Nouvelle-Guinée | 20-23    | Coupe du monde           | Lloyd Robson Oval, Port Moresby        | 7 498     | Gilles Dumas                          |
| 287. | 3 juillet 2000    | Russie                    | 82-0     | Amical                   |                                        |           | Gilles Dumas                          |
| 286. | 17 novembre 1999  | Italie                    | 10-14    | Coupe de la Méditerranée | Avignon                                | 1 000     | Gilles Dumas                          |
| 285. | 14 novembre 1999  | Liban                     | 38-24    | Coupe de la Méditerranée | Toulouse                               | 1 000     | Gilles Dumas                          |
| 284. | 11 novembre 1999  | Maroc                     | 80-8     | Coupe de la Méditerranée | Perpignan                              | 1 800     |                                       |
| 283. | 23 octobre 1999   | Angleterre                | 20-50    | Challenge anglo-français | Hull                                   | 3 068     | Gilles Dumas Patrick Pedrazzani       |
| 282. | 13 octobre 1999   | Angleterre                | 20-28    | Challenge anglo-français | Carcassonne                            | 3 000     | Gilles Dumas Patrick Pedrazzani       |
| 281. | 11 novembre 1998  | Écosse                    | 26-22    | Tri-Nations Européen     | Perpignan                              | 3 700     | Gilles Dumas Patrick Pedrazzani       |
| 280. | 4 novembre 1998   | Irlande                   | 24-22    | Tri-Nations Européen     | Dublin                                 | 1 511     | Gilles Dumas Patrick Pedrazzani       |
| 279. | 6 décembre 1997   | Afrique du Sud            | 30-17    | Amical                   | Arles                                  |           | John Kear                             |
| 278. | 9 juillet 1997    | Écosse                    | 22-20    | Amical                   | Glasgow                                | 2 233     | Ivan Grésèque                         |
| 277. | 13 mai 1997       | Irlande                   | 30-30    | Amical                   | Essonne                                | 4 250     | Ivan Grésèque                         |
| 276. | 12 juin 1996      | Angleterre                | 6-73     | Coupe d'Europe           | Gateshead                              | 6 325     | Ivan Grésèque                         |
| 275. | 5 juin 1996       | Pays de Galles            | 14-34    | Coupe d'Europe           | Carcassonne                            | 4 300     | Ivan Grésèque                         |
| 272. | 12 octobre 1995   | Samoa                     | 10-56    | Coupe du monde           | Cardiff                                | 2 173     | Ivan Grésèque                         |
| 271. | 9 octobre 1995    | Pays de Galles            | 6-28     | Coupe du monde           | Cardiff                                | 10 250    | Ivan Grésèque                         |
| 270. | 18 juin 1995      | Canada                    | 72-32    | Amical                   | Montréal                               | 514       | Ivan Grésèque                         |
| 269. | 16 juin 1995      | Nouvelle-Zélande          | 16-16    | Amical                   | Palmerston North                       | 10 846    | Ivan Grésèque                         |
| 268. | 9 juin 1995       | Nouvelle-Zélande          | 6-22     | Amical                   | Auckland                               | 15 000    | Ivan Grésèque                         |
| 267. | 5 mars 1995       | Pays de Galles            | 10-22    | Coupe d'Europe           | Carcassonne                            | 5 000     | Ivan Grésèque                         |
| 266. | 15 février 1995   | Angleterre                | 16-19    | Coupe d'Europe           | Gateshead                              | 6 103     | Ivan Grésèque                         |
| 265. | 4 décembre 1994   | Australie                 | 0-74     | Amical                   | Béziers                                | 5 000     | Ivan Grésèque                         |
| 264. | 9 juillet 1994    | Fidji                     | 12-20    | Amical                   | Suva                                   | 5 000     | Jean-Christophe Vergeynst             |
| 263. | 6 juillet 1994    | Australie                 | 0-58     | Amical                   | Sydney                                 | 27 318    | Jean-Christophe Vergeynst             |
| 262. | 26 juin 1994      | Papouasie-Nouvelle-Guinée | 22-29    | Amical                   | Port Moresby                           | 8 000     | Jean-Christophe Vergeynst             |
| 261. | 20 mars 1994      | Grande-Bretagne           | 4-12     | Amical                   | Carcassonne                            | 7 000     | Jean-Christophe Vergeynst             |
| 260. | 4 mars 1994       | Pays de Galles            | 12-13    | Amical                   | Cardiff                                | 6 287     | Jean-Christophe Vergeynst             |
| 259. | 21 novembre 1993  | Nouvelle-Zélande          | 11-36    | Amical                   | Carcassonne                            | 3 500     | Jean-Christophe Vergeynst             |
| 258. | 12 juin 1993      | Moldavie                  | 34-14    | Amical                   |                                        |           | Jean-Christophe Vergeynst             |
| 257. | 5 juin 1993       | Russie                    | 30-14    | Amical                   |                                        |           | Jean-Christophe Vergeynst             |
| 256. | 2 avril 1993      | Grande-Bretagne           | 6-72     | Amical                   | Leeds                                  | 8 196     | Jean-Christophe Vergeynst             |
| 255. | 7 mars 1993       | Grande-Bretagne           | 6-48     | Amical                   | Carcassonne                            | 5 500     | Jean-Christophe Vergeynst             |
| 254. | 13 décembre 1992  | Pays de Galles            | 18-19    | Amical                   | Perpignan                              | 3 700     | Jean-Christophe Vergeynst             |
| 253. | 18 juin 1992      | C.I.S.                    | 28-8     | Amical                   |                                        |           | Jean-Christophe Vergeynst             |
| 252. | 4 juin 1992       | C.I.S.                    | 38-4     | Amical                   |                                        |           | Jean-Christophe Vergeynst             |
| 251. | 22 mars 1992      | Pays de Galles            | 6-35     | Amical                   | Swansea                                | 10 133    | Jean-Christophe Vergeynst             |
| 250. | 7 mars 1992       | Grande-Bretagne           | 0-36     | Coupe du monde           | Hull                                   | 5 250     | Jean-Christophe Vergeynst             |
| 249. | 16 février 1992   | Grande-Bretagne           | 12-30    | Amical                   | Perpignan                              | 5 688     | Jean-Christophe Vergeynst             |
| 248. | 24 novembre 1991  | Papouasie-Nouvelle-Guinée | 28-14    | Coupe du monde           | Carcassonne                            | 1 440     | Jean-Christophe Vergeynst             |
| 247. | 27 octobre 1991   | Russie                    | 26-6     | Amical                   |                                        |           | Jean-Christophe Vergeynst             |
| 246. | 7 juillet 1991    | Papouasie-Nouvelle-Guinée | 20-18    | Coupe du monde           | Goroka                                 | 11 485    | Jacques Jorda                         |
| 245. | 23 juin 1991      | Nouvelle-Zélande          | 10-32    | Coupe du monde           | Christchurch                           | 2 000     | Jacques Jorda                         |
| 244. | 13 juin 1991      | Nouvelle-Zélande          | 6-60     | Amical                   | Auckland                               | 7 000     | Jacques Jorda                         |
| 243. | 16 février 1991   | Grande-Bretagne           | 4-60     | Amical                   | Leeds                                  | 5 284     | Jacques Jorda                         |
| 242. | 27 janvier 1991   | Grande-Bretagne           | 10-45    | Coupe du monde           | Perpignan                              | 3 965     | Jacques Jorda                         |
| 241. | 9 décembre 1990   | Australie                 | 10-34    | Coupe du monde           | Perpignan                              | 3 428     | Jacques Jorda                         |
| 240. | 2 décembre 1990   | Australie                 | 4-60     | Amical                   | Avignon                                | 2 200     | Jacques Jorda                         |
| 239. | 27 juin 1990      | Australie                 | 2-34     | Coupe du monde           | Parkes                                 | 12 384    | Jacques Jorda                         |
| 238. | 7 avril 1990      | Grande-Bretagne           | 25-18    | Amical                   | Leeds                                  | 6 554     | Jacques Jorda                         |
| 237. | 18 mars 1990      | Grande-Bretagne           | 4-8      | Amical                   | Perpignan                              | 6 000     | Jacques Jorda                         |
| 236. | 3 décembre 1989   | Nouvelle-Zélande          | 0-34     | Coupe du monde           | Carcassonne                            | 4 208     | Jacques Jorda                         |
| 235. | 19 novembre 1989  | Nouvelle-Zélande          | 14-16    | Amical                   | Carcassonne                            | 3 500     | Jacques Jorda                         |
| 234. | 5 février 1989    | Grande-Bretagne           | 8-30     | Amical                   | Avignon                                | 6 500     |                                       |
| 233. | 21 janvier 1989   | Grande-Bretagne           | 10-26    | Amical                   | Wigan                                  | 8 266     |                                       |
| 232. | 6 février 1988    | Grande-Bretagne           | 12-30    | Amical                   | Leeds                                  | 7 007     | Jean Panno Jacques Jorda              |
| 231. | 24 janvier 1988   | Grande-Bretagne           | 14-28    | Amical                   | Avignon                                | 6 000     |                                       |
| 230. | 15 novembre 1987  | Papouasie-Nouvelle-Guinée | 21-4     | Coupe du monde           | Carcassonne                            | 5 000     |                                       |
| 229. | 8 février 1987    | Grande-Bretagne           | 10-20    | Amical                   | Carcassonne                            | 2 000     |                                       |
| 228. | 24 janvier 1987   | Grande-Bretagne           | 4-52     | Coupe du monde           | Leeds                                  | 6 567     |                                       |
| 227. | 13 décembre 1986  | Australie                 | 0-52     | Coupe du monde           | Carcassonne                            | 5 000     |                                       |
| 226. | 30 novembre 1986  | Australie                 | 2-44     | Amical                   | Perpignan                              | 6 000     |                                       |
| 225. | 1er mars 1986     | Grande-Bretagne           | 10-24    | Amical                   | Wigan                                  | 8 112     |                                       |
| 224. | 16 février 1986   | Grande-Bretagne           | 10-10    | Coupe du monde           | Avignon                                | 4 000     |                                       |
| 223. | 7 décembre 1985   | Nouvelle-Zélande          | 0-22     | Coupe du monde           | Perpignan                              | 5 000     |                                       |
| 222. | 24 novembre 1985  | Nouvelle-Zélande          | 0-22     | Amical                   | Marseille                              | 1 492     |                                       |
| 221. | 17 mars 1985      | Grande-Bretagne           | 24-16    | Amical                   | Perpignan                              | 5 000     | Raymond Gruppi Jean Panno             |
| 220. | 1er mars 1985     | Grande-Bretagne           | 4-50     | Amical                   | Leeds                                  | 6 491     |                                       |
| 219. | 17 février 1984   | Grande-Bretagne           | 0-10     | Amical                   | Leeds                                  | 7 646     | Michel Maïque                         |
| 218. | 29 janvier 1984   | Grande-Bretagne           | 0-12     | Amical                   | Avignon                                | 4 000     | Michel Maïque                         |
| 217. | 6 mars 1983       | Grande-Bretagne           | 5-17     | Amical                   | Hull                                   | 6 055     | Michel Maïque                         |
| 216. | 20 février 1983   | Grande-Bretagne           | 5-20     | Amical                   | Carcassonne                            | 3 826     | Michel Maïque                         |
| 215. | 18 décembre 1982  | Australie                 | 9-23     | Amical                   | Narbonne                               | 7 000     | Michel Maïque                         |
| 214. | 5 décembre 1982   | Australie                 | 4-15     | Amical                   | Avignon                                | 8 000     | Michel Maïque                         |
| 213. | 31 juillet 1982   | Grande-Bretagne           | 8-7      | Amical                   | Venise                                 | 1 500     | Michel Maïque                         |
| 212. | 20 décembre 1981  | Grande-Bretagne           | 19-2     | Amical                   | Marseille                              | 6 500     | Roger Garrigue                        |
| 211. | 6 décembre 1981   | Grande-Bretagne           | 0-37     | Amical                   | Hull                                   | 13 173    | Roger Garrigue                        |
| 210. | 23 août 1981      | Papouasie-Nouvelle-Guinée | 13-13    | Amical                   | Port Moresby                           | 16 000    | Roger Garrigue                        |
| 209. | 18 juillet 1981   | Australie                 | 2-17     | Amical                   | Brisbane                               | 14 000    | Roger Garrigue                        |
| 208. | 4 juillet 1981    | Australie                 | 3-43     | Amical                   | Sydney                                 | 16 277    | Roger Garrigue                        |
| 207. | 21 juin 1981      | Nouvelle-Zélande          | 2-25     | Amical                   | Auckland                               | 8 100     | Roger Garrigue                        |
| 206. | 7 juin 1981       | Nouvelle-Zélande          | 3-26     | Amical                   | Auckland                               | 12 200    | Roger Garrigue                        |
| 205. | 21 février 1981   | Angleterre                | 5-1      | Coupe d'Europe           | Leeds                                  | 3 229     | Roger Garrigue                        |
| 204. | 31 janvier 1981   | Pays de Galles            | 23-5     | Coupe d'Europe           | Narbonne                               | 4 120     | Roger Garrigue                        |
| 203. | 7 décembre 1980   | Nouvelle-Zélande          | 3-11     | Amical                   | Toulouse                               | 3 000     | Roger Garrigue                        |
| 202. | 23 novembre 1980  | Nouvelle-Zélande          | 6-5      | Amical                   | Perpignan                              | 6 000     | Roger Garrigue                        |
| 201. | 16 mars 1980      | Angleterre                | 2-4      | Coupe d'Europe           | Narbonne                               | 20 000    | Roger Garrigue                        |
| 200. | 26 janvier 1980   | Pays de Galles            | 21-7     | Coupe d'Europe           | Widnes                                 | 2 804     | Roger Garrigue                        |
| 199. | 28 octobre 1979   | Papouasie-Nouvelle-Guinée | 15-2     | Amical                   | Carcassonne                            | 3 500     | Roger Garrigue                        |
| 198. | 14 octobre 1979   | Papouasie-Nouvelle-Guinée | 16-9     | Amical                   | Albi                                   | 4 500     | Roger Garrigue                        |
| 197. | 24 mars 1979      | Angleterre                | 6-12     | Coupe d'Europe           | Warrington                             | 5 004     | Roger Garrigue                        |
| 196. | 4 février 1979    | Pays de Galles            | 15-8     | Coupe d'Europe           | Narbonne                               | 13 728    | Roger Garrigue                        |
| 195. | 10 décembre 1978  | Australie                 | 11-10    | Amical                   | Toulouse                               | 6 500     | Roger Garrigue                        |
| 194. | 26 novembre 1978  | Australie                 | 13-10    | Amical                   | Carcassonne                            | 7 000     | Roger Garrigue                        |
| 193. | 5 mars 1978       | Angleterre                | 11-13    | Coupe d'Europe           | Toulouse                               | 6 000     | Yves Bégou                            |
| 192. | 15 janvier 1978   | Pays de Galles            | 7-29     | Coupe d'Europe           | Widnes                                 | 9 502     | Yves Bégou                            |
| 191. | 19 juin 1977      | Nouvelle-Zélande          | 20-28    | Coupe du monde           | Auckland                               | 8 000     | Yves Bégou                            |
| 190. | 11 juin 1977      | Australie                 | 9-21     | Coupe du monde           | Sydney                                 | 13 231    | Yves Bégou                            |
| 189. | 5 juin 1977       | Grande-Bretagne           | 4-23     | Coupe du monde           | Auckland                               | 10 000    | Yves Bégou                            |
| 188. | 29 mai 1977       | Papouasie-Nouvelle-Guinée | 6-37     | Amical                   | Port Moresby                           | 14 000    | Yves Bégou                            |
| 187. | 20 mars 1977      | Angleterre                | 28-15    | Coupe d'Europe           | Carcassonne                            | 12 000    | Yves Bégou                            |
| 186. | 20 février 1977   | Pays de Galles            | 13-2     | Coupe d'Europe           | Toulouse                               | 5 827     | Yves Bégou                            |
| 185. | 6 novembre 1975   | Pays de Galles            | 2-23     | Coupe du monde           | Salford                                | 2 247     | André Carrère                         |
| 184. | 26 octobre 1975   | Australie                 | 2-41     | Coupe du monde           | Perpignan                              | 10 440    | Puig-Aubert                           |
| 183. | 17 octobre 1975   | Nouvelle-Zélande          | 12-12    | Coupe du monde           | Marseille                              | 10 000    | Puig-Aubert                           |
| 182. | 11 octobre 1975   | Angleterre                | 2-48     | Coupe du monde           | Bordeaux                               | 1 581     | Puig-Aubert                           |
| 181. | 22 juin 1975      | Australie                 | 6-26     | Coupe du monde           | Brisbane                               | 9 000     | Puig-Aubert                           |
| 180. | 15 juin 1975      | Nouvelle-Zélande          | 0-27     | Coupe du monde           | Christchurch                           | 2 500     | Puig-Aubert                           |
| 179. | 16 mars 1975      | Angleterre                | 2-20     | Coupe du monde           | Leeds                                  | 10 842    | Antoine Jimenez                       |
| 178. | 2 mars 1975       | Pays de Galles            | 14-7     | Coupe du monde           | Toulouse                               | 7 563     | Antoine Jimenez                       |
| 177. | 16 février 1975   | Pays de Galles            | 8-21     | Coupe d'Europe           | Swansea                                | 23 000    | Antoine Jimenez                       |
| 176. | 19 janvier 1975   | Angleterre                | 9-11     | Coupe d'Europe           | Perpignan                              | 7 950     | Antoine Jimenez                       |
| 175. | 17 février 1974   | Grande-Bretagne           | 0-29     | Amical                   | Wigan                                  | 9 108     | Antoine Jimenez                       |
| 174. | 20 janvier 1974   | Grande-Bretagne           | 5-24     | Amical                   | Grenoble                               | 4 100     | Antoine Jimenez                       |
| 173. | 16 décembre 1973  | Australie                 | 3-14     | Amical                   | Toulouse                               | 7 060     | Antoine Jimenez                       |
| 172. | 9 décembre 1973   | Australie                 | 9-21     | Amical                   | Perpignan                              | 5 109     | Antoine Jimenez                       |
| 171. | 5 novembre 1972   | Australie                 | 9-31     | Coupe du monde           | Toulouse                               | 10 332    | Antoine Jimenez                       |
| 170. | 1er novembre 1972 | Grande-Bretagne           | 4-13     | Coupe du monde           | Grenoble                               | 5 321     | Antoine Jimenez                       |
| 169. | 28 octobre 1972   | Nouvelle-Zélande          | 20-9     | Coupe du monde           | Marseille                              | 20 748    | Antoine Jimenez                       |
| 168. | 12 mars 1972      | Grande-Bretagne           | 10-45    | Amical                   | Bradford                               | 7 313     | Jep Lacoste                           |
| 167. | 6 février 1972    | Grande-Bretagne           | 9-10     | Amical                   | Toulouse                               | 11 508    | Jep Lacoste                           |
| 166. | 28 novembre 1971  | Nouvelle-Zélande          | 3-3      | Amical                   | Toulouse                               | 5 000     | Jep Lacoste                           |
| 165. | 21 novembre 1971  | Nouvelle-Zélande          | 2-24     | Amical                   | Carcassonne                            | 7 200     | Jep Lacoste                           |
| 164. | 11 novembre 1971  | Nouvelle-Zélande          | 11-27    | Amical                   | Perpignan                              | 3 581     | Jep Lacoste                           |
| 163. | 17 mars 1971      | Grande-Bretagne           | 2-24     | Amical                   | St Helens                              | 7 783     | Jep Lacoste                           |
| 162. | 7 février 1971    | Grande-Bretagne           | 16-8     | Amical                   | Toulouse                               | 14 960    | Jep Lacoste                           |
| 161. | 15 novembre 1970  | Nouvelle-Zélande          | 16-2     |                          |                                        |           | Jep Lacoste                           |
| 160. | 12 novembre 1970  | Australie                 | 4-7      | Amical                   | Perpignan                              | 14 700    | Jep Lacoste                           |
| 159. | 1er novembre 1970 | Australie                 | 17-15    | Coupe du monde           | Bradford                               | 6 654     | Jep Lacoste                           |
| 158. | 28 octobre 1970   | Grande-Bretagne           | 0-6      | Coupe du monde           | Castleford                             | 8 958     | Jep Lacoste                           |
| 157. | 25 octobre 1970   | Nouvelle-Zélande          | 15-16    | Coupe du monde           | Hull                                   | 3 824     | Jep Lacoste                           |
| 156. | 15 mars 1970      | Angleterre                | 14-9     | Coupe d'Europe           | Toulouse                               | 6 587     | Jep Lacoste                           |
| 155. | 25 janvier 1970   | Pays de Galles            | 11-15    | Coupe d'Europe           | Perpignan                              | 11 000    | Jep Lacoste                           |
| 154. | 25 octobre 1969   | Angleterre                | 11-11    | Coupe d'Europe           | Wigan                                  | 4 568     | Jep Lacoste                           |
| 153. | 23 octobre 1969   | Pays de Galles            | 8-2      | Coupe d'Europe           | Salford                                | 6 189     | Jep Lacoste                           |
| 152. | 9 mars 1969       | Pays de Galles            | 17-13    | Amical                   | Paris                                  | 6 189     | Jep Lacoste                           |
| 151. | 2 février 1969    | Grande-Bretagne           | 13-9     | Amical                   | Toulouse                               | 15 536    | Jep Lacoste                           |
| 150. | 30 novembre 1968  | Grande-Bretagne           | 10-34    | Amical                   | St Helens                              | 6 080     | Jep Lacoste                           |
| 149. | 10 juin 1968      | Australie                 | 2-20     | Coupe du monde           | Sydney                                 | 54 290    | Jep Lacoste                           |
| 148. | 8 juin 1968       | Australie                 | 4-37     | Coupe du monde           | Brisbane                               | 32 664    | Jep Lacoste                           |
| 147. | 2 juin 1968       | Grande-Bretagne           | 7-2      | Coupe du monde           | Auckland                               | 15 760    | Jep Lacoste                           |
| 146. | 25 mai 1968       | Nouvelle-Zélande          | 15-10    | Coupe du monde           | Auckland                               | 18 000    | Jep Lacoste                           |
| 145. | 2 mars 1968       | Grande-Bretagne           | 8-19     | Amical                   | Bradford                               | 14 196    | Jep Lacoste                           |
| 144. | 11 février 1968   | Grande-Bretagne           | 13-22    | Amical                   | Paris                                  | 5 500     | Jep Lacoste                           |
| 143. | 7 janvier 1968    | Australie                 | 16-13    | Amical                   | Toulouse                               | 5 000     | Jep Lacoste                           |
| 142. | 24 décembre 1967  | Australie                 | 10-3     | Amical                   | Carcassonne                            | 4 193     | Jep Lacoste                           |
| 141. | 17 décembre 1967  | Australie                 | 7-7      | Amical                   | Marseille                              | 5 193     |                                       |
| 140. | 4 mars 1967       | Grande-Bretagne           | 23-13    | Amical                   | Wigan                                  | 7 448     |                                       |
| 139. | 22 janvier 1967   | Grande-Bretagne           | 13-16    | Amical                   | Carcassonne                            | 10 650    |                                       |
| 138. | 5 mars 1966       | Grande-Bretagne           | 8-4      | Amical                   | Wigan                                  | 14 004    |                                       |
| 137. | 16 janvier 1966   | Grande-Bretagne           | 18-13    | Amical                   | Perpignan                              | 7 255     |                                       |
| 136. | 12 décembre 1965  | Nouvelle-Zélande          | 28-5     | Amical                   | Toulouse                               | 7 000     |                                       |
| 135. | 28 novembre 1965  | Nouvelle-Zélande          | 6-2      | Amical                   | Perpignan                              | 9 000     |                                       |
| 134. | 15 novembre 1965  | Nouvelle-Zélande          | 14-3     | Amical                   | Marseille                              | 30 431    |                                       |
| 133. | 23 janvier 1965   | Grande-Bretagne           | 7-17     | Amical                   | Manchester                             | 9 959     |                                       |
| 132. | 6 décembre 1964   | Grande-Bretagne           | 18-8     | Amical                   | Perpignan                              | 7 150     |                                       |
| 131. | 15 août 1964      | Nouvelle-Zélande          | 2-10     | Amical                   | Auckland                               | 7 279     | René Duffort Félix Bergèze            |
| 130. | 1er août 1964     | Nouvelle-Zélande          | 8-18     | Amical                   | Christchurch                           | 4 935     | René Duffort Félix Bergèze            |
| 129. | 25 juillet 1964   | Nouvelle-Zélande          | 16-24    | Amical                   | Auckland                               | 10 148    | René Duffort Félix Bergèze            |
| 128. | 18 juillet 1964   | Australie                 | 9-35     | Amical                   | Sydney                                 | 16 731    | René Duffort Félix Bergèze            |
| 127. | 4 juillet 1964    | Australie                 | 2-27     | Amical                   | Brisbane                               | 20 076    | René Duffort Félix Bergèze            |
| 126. | 13 juin 1964      | Australie                 | 6-20     | Amical                   | Sydney                                 | 20 270    | René Duffort Félix Bergèze            |
| 125. | 18 mars 1964      | Grande-Bretagne           | 0-39     | Amical                   | Leigh                                  | 4 750     |                                       |
| 124. | 8 mars 1964       | Grande-Bretagne           | 5-11     | Amical                   | Perpignan                              | 4 326     |                                       |
| 123. | 18 janvier 1964   | Australie                 | 8-16     | Amical                   | Paris                                  | 5 979     |                                       |
| 122. | 22 décembre 1963  | Australie                 | 9-21     | Amical                   | Toulouse                               | 6 932     |                                       |
| 121. | 8 décembre 1963   | Australie                 | 8-5      | Amical                   | Bordeaux                               | 4 261     |                                       |
| 120. | 3 avril 1963      | Grande-Bretagne           | 4-42     | Amical                   | Wigan                                  | 19 487    |                                       |
| 119. | 17 février 1963   | Pays de Galles            | 23-3     | Amical                   | Toulouse                               | 6 150     |                                       |
| 118. | 2 décembre 1962   | Grande-Bretagne           | 17-12    | Amical                   | Perpignan                              | 12 500    |                                       |
| 117. | 17 novembre 1962  | Angleterre                | 6-18     | Amical                   | Leeds                                  | 11 099    |                                       |
| 116. | 11 mars 1962      | Grande-Bretagne           | 23-13    | Amical                   | Perpignan                              | 12 500    |                                       |
| 115. | 17 février 1962   | Grande-Bretagne           | 20-15    | Amical                   | Wigan                                  | 17 277    |                                       |
| 114. | 9 décembre 1961   | Nouvelle-Zélande          | 5-5      | Amical                   | Paris                                  | 3 307     |                                       |
| 113. | 19 novembre 1961  | Nouvelle-Zélande          | 2-23     | Amical                   | Perpignan                              | 9 520     |                                       |
| 112. | 11 novembre 1961  | Nouvelle-Zélande          | 6-6      | Amical                   | Bordeaux                               | 2 375     |                                       |
| 111. | 28 janvier 1961   | Grande-Bretagne           | 8-27     | Amical                   | St Helens                              | 14 804    |                                       |
| 110. | 11 décembre 1960  | Grande-Bretagne           | 10-21    | Amical                   | Bordeaux                               | 5 127     |                                       |
| 109. | 16 octobre 1960   | Australie                 | 12-37    |                          |                                        |           | René Duffort Jean Duhau               |
| 108. | 13 octobre 1960   | Nouvelle-Zélande          | 22-9     |                          |                                        |           | René Duffort Jean Duhau               |
| 107. | 8 octobre 1960    | Nouvelle-Zélande          | 0-9      | Coupe du monde           | Wigan                                  |           | René Duffort Jean Duhau               |
| 106. | 1er octobre 1960  | Grande-Bretagne           | 7-33     | Coupe du monde           | Manchester                             | 22 293    | René Duffort Jean Duhau               |
| 105. | 24 septembre 1960 | Australie                 | 12-13    | Coupe du monde           | Wigan                                  | 20 278    |                                       |
| 104. | 6 août 1960       | Nouvelle-Zélande          | 3-9      | Amical                   | Auckland                               | 14 007    |                                       |
| 103. | 23 juillet 1960   | Nouvelle-Zélande          | 2-9      | Amical                   | Auckland                               | 17 914    |                                       |
| 102. | 16 juillet 1960   | Australie                 | 7-5      | Amical                   | Sydney                                 | 29 127    |                                       |
| 101. | 2 juillet 1960    | Australie                 | 6-56     | Amical                   | Brisbane                               | 32 644    |                                       |
| 100. | 11 juin 1960      | Australie                 | 8-8      | Amical                   | Sydney                                 | 49 868    |                                       |
| 99. | 26 mars 1960      | Grande-Bretagne           | 17-17    | Amical                   | St Helens                              | 13 165    |                                       |
| 98. | 6 mars 1960       | Grande-Bretagne           | 20-18    | Amical                   | Toulouse                               | 15 308    |                                       |
| 97. | 20 janvier 1960   | Australie                 | 8-16     | Amical                   | Roanne                                 | 3 437     |                                       |
| 96. | 20 décembre 1959  | Australie                 | 2-17     | Amical                   | Bordeaux                               | 8 848     |                                       |
| 95. | 31 octobre 1959   | Australie                 | 19-20    | Amical                   | Paris                                  | 9 864     |                                       |
| 94. | 5 avril 1959      | Grande-Bretagne           | 24-15    | Amical                   | Grenoble                               | 8 500     |                                       |
| 93. | 14 mars 1959      | Grande-Bretagne           | 15-50    | Amical                   | Leeds                                  | 21 948    |                                       |
| 92. | 1er mars 1959     | Pays de Galles            | 25-8     | Amical                   | Toulouse                               | 25 000    |                                       |
| . | 22 novembre 1958  | Grande-Bretagne           | 26-8     | Amical                   | St Helens                              | 16 000    |                                       |
| . | 16 avril 1958     | Grande-Bretagne           | 8-19     | Amical                   | Leeds                                  | 13 993    |                                       |
| 91. | 2 mars 1958       | Grande-Bretagne           | 9-23     | Amical                   | St Helens                              | 16 000    |                                       |
| 90. | 23 novembre 1957  | Grande-Bretagne           | 15-44    | Amical                   | Wigan                                  | 19 152    |                                       |
| 89. | 3 novembre 1957   | Grande-Bretagne           | 14-25    | Amical                   | Toulouse                               | 15 762    |                                       |
| 88. | 27 juillet 1957   | Grande-Bretagne           | 11-69    | Amical                   | East London                            |           |                                       |
| 87. | 24 juillet 1957   | Grande-Bretagne           | 11-32    | Amical                   |                                        |           |                                       |
| 86. | 20 juillet 1957   | Grande-Bretagne           | 41-61    | Amical                   | Johannesburg                           | 13 000    |                                       |
| 85. | 6 juillet 1957    | Grande-Bretagne           | 12-26    | Amical                   | Auckland                               |           |                                       |
| 84. | 22 juin 1957      | Australie                 | 9-26     | Coupe du monde           | Sydney                                 | 35 158    | Jean Duhau                            |
| 83. | 17 juin 1957      | Nouvelle-Zélande          | 14-10    | Coupe du monde           | Brisbane                               | 28 000    | Jean Duhau                            |
| 82. | 15 juin 1957      | Grande-Bretagne           | 5-23     | Coupe du monde           | Sydney                                 | 50 077    | Jean Duhau                            |
| 81. | 10 avril 1957     | Grande-Bretagne           | 14-29    | Amical                   | St Helens                              | 23 250    |                                       |
| 80. | 3 mars 1957       | Grande-Bretagne           | 19-19    | Amical                   | Toulouse                               | 16 000    |                                       |
| 79. | 26 janvier 1957   | Grande-Bretagne           | 12-45    | Amical                   | Leeds                                  | 20 221    |                                       |
| 78. | 3 janvier 1957    | Australie                 | 21-25    | Amical                   | Lyon                                   | 5 743     |                                       |
| 77. | 23 décembre 1956  | Australie                 | 6-10     | Amical                   | Bordeaux                               | 11 379    | Antoine Blain René Duffort Jean Duhau |
| 76. | 1er novembre 1956 | Australie                 | 8-15     | Amical                   | Paris                                  | 10 789    | Antoine Blain René Duffort Jean Duhau |
| . | 21 octobre 1956   | Grande-Bretagne           | 17-18    | Amical                   | Marseille                              | 20 000    | Antoine Blain René Duffort Jean Duhau |
| 75. | 10 mai 1956       | Grande-Bretagne           | 23-9     | Coupe d'Europe           | Lyon                                   |           | Antoine Blain René Duffort Jean Duhau |
| 74. | 11 avril 1956     | Grande-Bretagne           | 10-18    | Amical                   | Bradford                               | 10 453    | Antoine Blain René Duffort Jean Duhau |
| 73. | 31 janvier 1956   | Nouvelle-Zélande          | 24-3     | Amical                   | Paris                                  | 7 051     | Antoine Blain René Duffort Jean Duhau |
| 72. | 15 janvier 1956   | Nouvelle-Zélande          | 22-313   | Amical                   | Lyon                                   | 7 051     | Antoine Blain René Duffort Jean Duhau |
| 71. | 8 janvier 1956    | Nouvelle-Zélande          | 24-7     | Amical                   | Toulouse                               | 10 184    | Antoine Blain René Duffort Jean Duhau |
| 70. | 11 décembre 1955  | Grande-Bretagne           | 17-5     | Amical                   | Paris                                  |           | Antoine Blain René Duffort Jean Duhau |
| 69. | 19 octobre 1955   | Autres Nationalités       | 19-32    | Coupe d'Europe           | Leigh                                  | 7 000     | Antoine Blain René Duffort Jean Duhau |
| 68. | 13 août 1955      | Nouvelle-Zélande          | 6-11     | Amical                   | Auckland                               | 12 000    | Antoine Blain René Duffort Jean Duhau |
| 67. | 6 août 1955       | Nouvelle-Zélande          | 19-9     | Amical                   | Auckland                               | 20 500    | Antoine Blain René Duffort Jean Duhau |
| 66. | 23 juillet 1955   | Australie                 | 8-5      | Amical                   | Sydney                                 | 62 458    | Antoine Blain René Duffort Jean Duhau |
| 65. | 2 juillet 1955    | Australie                 | 29-28    | Amical                   | Brisbane                               | 45 745    | Antoine Blain René Duffort Jean Duhau |
| 64. | 11 juin 1955      | Australie                 | 8-20     | Amical                   | Sydney                                 | 67 748    | Antoine Blain René Duffort Jean Duhau |
| 63. | 13 novembre 1954  | Grande-Bretagne           | 12-16    | Coupe du monde           | Paris                                  | 30 368    | Jean Duhau                            |
| 62. | 11 novembre 1954  | Australie                 | 15-5     | Coupe du monde           | Nantes                                 | 13 000    | Jean Duhau                            |
| 61. | 7 novembre 1954   | Grande-Bretagne           | 13-13    | Coupe du monde           | Toulouse                               | 37 471    | Jean Duhau                            |
| 60. | 30 octobre 1954   | Nouvelle-Zélande          | 22-13    | Coupe du monde           | Paris                                  | 13 240    | Jean Duhau                            |
| 59. | 27 avril 1954     | Grande-Bretagne           | 8-17     | Amical                   | Bradford                               | 14 153    | Jean Duhau                            |
| 58. | 9 janvier 1954    | États-Unis                | 31-0     | Amical                   | Paris                                  | 9 000     | Jean Duhau                            |
| 57. | 13 décembre 1953  | Pays de Galles            | 23-22    | Coupe d'Europe           | Marseille                              | 25 000    | Jean Duhau                            |
| 56. | 7 novembre 1953   | Angleterre                | 5-7      | Coupe d'Europe           | Bradford                               | 10 659    | Jean Duhau                            |
| 55. | 18 octobre 1953   | Autres Nationalités       | 10-15    | Coupe d'Europe           | Toulouse                               | 12 190    | Jean Duhau                            |
| 54. | 24 mai 1953       | Grande-Bretagne           | 28-17    | Amical                   |                                        |           | Jean Duhau                            |
| 53. | 11 avril 1953     | Angleterre                | 13-15    | Coupe d'Europe           | Paris                                  | 25 000    | Jean Duhau                            |
| 52. | 25 janvier 1953   | Australie                 | 13-5     | Amical                   | Lyon                                   | 17 454    | Jean Duhau                            |
| 51. | 11 janvier 1953   | Australie                 | 5-0      | Amical                   | Bordeaux                               | 23 419    | Jean Duhau                            |
| 50. | 27 décembre 1952  | Australie                 | 12-16    | Amical                   | Paris                                  | 18 327    | Jean Duhau                            |
| 49. | 23 novembre 1952  | Autres Nationalités       | 10-29    | Coupe d'Europe           | Marseille                              | 17 611    | Jean Duhau                            |
| 48. | 25 octobre 1952   | Pays de Galles            | 16-22    | Coupe d'Europe           | Leeds                                  | 10 380    | Jean Duhau                            |
| 47. | 22 mai 1952       | Grande-Bretagne           | 22-12    | Amical                   | Paris                                  |           | Jean Duhau                            |
| 46. | 6 avril 1952      | Pays de Galles            | 20-12    | Coupe d'Europe           | Bordeaux                               | 15 678    | Jean Duhau                            |
| 45. | 30 décembre 1951  | Nouvelle-Zélande          | 17-7     | Amical                   | Bordeaux                               | 11 110    | Jean Duhau                            |
| 44. | 23 décembre 1951  | Nouvelle-Zélande          | 8-3      | Amical                   | Paris                                  | 23 459    | Jean Duhau                            |
| 43. | 25 novembre 1951  | Angleterre                | 42-13    | Coupe d'Europe           | Marseille                              | 31 810    | Jean Duhau                            |
| 42. | 3 novembre 1951   | Autres Nationalités       | 14-17    | Coupe d'Europe           | Hull                                   | 18 000    | Jean Duhau                            |
| 41. | 4 août 1951       | Nouvelle-Zélande          | 15-16    | Tournée 1951             | Auckland                               | 19 229    | Jean Duhau                            |
| 40. | 21 juillet 1951   | Australie                 | 35-14    | Tournée 1951             | Sydney                                 | 67 009    | Jean Duhau                            |
| 39. | 30 juin 1951      | Australie                 | 11-23    | Tournée 1951             | Brisbane                               | 35 000    | Jean Duhau                            |
| 38. | 11 juin 1951      | Australie                 | 26-15    | Tournée 1951             | Sydney                                 | 60 160    | Jean Duhau                            |
| 37. | 15 avril 1951     | Pays de Galles            | 28-13    | Coupe d'Europe           | Marseille                              | 16 860    | Jean Duhau                            |
| 36. | 10 décembre 1950  | Autres Nationalités       | 16-3     | Coupe d'Europe           | Bordeaux                               | 27 000    | Jean Duhau                            |
| 35. | 11 novembre 1950  | Angleterre                | 9-14     | Coupe d'Europe           | Leeds                                  | 22 000    | Jean Duhau                            |
| 34. | 15 janvier 1950   | Autres Nationalités       | 8-3      | Coupe d'Europe           | Marseille                              | 30 000    | Jean Duhau                            |
| 33. | 4 décembre 1949   | Angleterre                | 5-13     | Coupe d'Europe           | Bordeaux                               | 20 598    | Jean Duhau                            |
| 32. | 12 novembre 1949  | Pays de Galles            | 8-16     | Coupe d'Europe           | Swansea                                | 4 749     | Jean Duhau                            |
| . | 26 mai 1949       | Empire britannique        | 23-10    | Coupe d'Europe           |                                        |           | Jean Duhau                            |
| 31. | 10 avril 1949     | Pays de Galles            | 11-0     | Coupe d'Europe           | Marseille                              | 30 000    | Jean Duhau                            |
| 30. | 12 mars 1949      | Angleterre                | 12-5     | Coupe d'Europe           | Londres                                | 12 382    | Jean Duhau                            |
| 29. | 23 janvier 1949   | Australie                 | 0-10     | Amical                   | Bordeaux                               | 17 365    | Jean Duhau                            |
| 28. | 9 janvier 1949    | Australie                 | 10-29    | Amical                   | Marseille                              | 15 796    | Jean Duhau                            |
| 27. | 28 novembre 1948  | Angleterre                | 5-12     | Coupe d'Europe           | Bordeaux                               | 26 000    | Jean Duhau                            |
| 26. | 23 octobre 1948   | Pays de Galles            | 12-9     | Coupe d'Europe           | Swansea                                | 12 032    | Jean Duhau                            |
| 25. | 11 avril 1948     | Angleterre                | 10-25    | Coupe d'Europe           | Marseille                              | 32 000    | Jean Duhau                            |
| 24. | 20 mars 1948      | Pays de Galles            | 20-12    | Coupe d'Europe           | Swansea                                | 6 462     | Jean Duhau                            |
| 23. | 25 janvier 1948   | Nouvelle-Zélande          | 25-7     | Amical                   | Bordeaux                               | 22 000    | Jean Duhau                            |
| 22. | 28 décembre 1947  | Nouvelle-Zélande          | 7-11     | Amical                   | Paris                                  | 15 000    | Jean Duhau                            |
| 21. | 23 novembre 1947  | Pays de Galles            | 29-21    | Coupe d'Europe           | Bordeaux                               | 27 000    | Jean Duhau                            |
| 20. | 25 octobre 1947   | Angleterre                | 15-20    | Coupe d'Europe           | Huddersfield                           | 14 175    | Jean Duhau                            |
| 19. | 17 mai 1947       | Angleterre                | 2-5      | Coupe d'Europe           | Leeds                                  | 21 000    | Jean Duhau                            |
| 18. | 12 avril 1947     | Pays de Galles            | 15-17    | Coupe d'Europe           | Swansea                                | 12 000    | Jean Duhau                            |
| 17. | 18 janvier 1947   | Pays de Galles            | 14-5     | Coupe d'Europe           | Marseille                              | 24 500    | Jean Duhau                            |
| 16. | 8 décembre 1946   | Angleterre                | 0-3      | Coupe d'Europe           | Bordeaux                               | 24 100    | Jean Duhau                            |
| 15. | 24 mars 1946      | Pays de Galles            | 19-7     | Coupe d'Europe           | Bordeaux                               | 25 000    | Jean Duhau                            |
| 14. | 23 février 1946   | Angleterre                | 6-16     | Coupe d'Europe           | Manchester                             | 20 500    | Jean Duhau                            |
| 1941 à 1944 - Le Rugby à XIII est interdit fin octobre 1940 par le Gouvernement de Vichy et sa Révolution nationale. |                   |                           |          |                          |                                        |           |                                       |
| 13. | 16 avril 1939     | Pays de Galles            | 16-10    | Coupe d'Europe           | Bordeaux                               | 25 000    |                                       |
| 12. | 25 février 1939   | Angleterre                | 12-9     | Coupe d'Europe           | St Helens                              | 8 557     |                                       |
| 11. | 2 avril 1938      | Pays de Galles            | 2-18     | Coupe d'Europe           | Llanelli                               | 17 000    |                                       |
| 10. | 20 mars 1938      | Angleterre                | 15-17    | Coupe d'Europe           | Paris                                  | 17 000    |                                       |
| 9. | 16 janvier 1938   | Australie                 | 11-16    | Amical                   | Marseille                              | 23 100    |                                       |
| 8. | 2 janvier 1938    | Australie                 | 6-35     | Amical                   | Paris                                  | 11 500    |                                       |
| . | 1er novembre 1937 | Empire britannique        | 0-15     | Amical                   | Paris                                  | 20 000    | Jean Galia                            |
| 7. | 10 avril 1937     | Angleterre                | 9-23     | Coupe d'Europe           | St Helens                              | 7 024     | Jean Galia                            |
| . | 21 mars 1937      | Dominions XIII            | 3-6      | Amical                   | Toulouse                               | 12 000    | Jean Galia                            |
| 6. | 6 décembre 1936   | Pays de Galles            | 3-9      | Coupe d'Europe           | Paris                                  | 17 000    | Jean Galia                            |
| . | 26 avril 1936     | Dominions XIII            | 8-5      | Amical                   | Paris                                  | 12 000    | Jean Galia                            |
| 5. | 16 février 1936   | Angleterre                | 7-25     | Coupe d'Europe           | Paris                                  | 25 000    | Jean Galia                            |
| 4. | 23 novembre 1935  | Pays de Galles            | 7-41     | Coupe d'Europe           | Llanelli                               | 21 590    | Jean Galia                            |
| . | 6 mai 1935        | Grande-Bretagne           | 18-25    | Amical                   | Leeds                                  | 15 000    | Jean Galia                            |
| 3. | 28 mars 1935      | Angleterre                | 15-15    | Coupe d'Europe           | Paris                                  | 18 000    | Jean Galia                            |
| 2. | 1er janvier 1935  | Pays de Galles            | 18-11    | Coupe d'Europe           | Bordeaux                               | 15 000    | Jean Galia                            |
| 1. | 15 avril 1934     | Angleterre                | 21-32    | Test-match               | Paris                                  | 20 000    | Jean Galia                            |
| . | 17 mars 1934      | Grande-Bretagne           | 16-32    | Amical                   | Warrington                             | 11 100    | Jean Galia                            |